# Gascogne
Pour les articles homonymes, voir Gascogne (homonymie).
Ne doit pas être confondu avec Gâcogne.
La Gascogne (en gascon : Gasconha /gasˈkuɲɔ/ ou /gasˈkuɲə/) est une région culturelle du sud-ouest et une ancienne province située sur le territoire actuel des départements français des Landes, du Gers, des Hautes-Pyrénées et, pour partie, d'autres départements des régions de Nouvelle-Aquitaine et d'Occitanie, ainsi que la comarque du Val d'Aran, au Nord de la communauté autonome de Catalogne (Espagne). 
Successivement appelée Aquitaine, Novempopulanie, Vasconie puis Gascogne, elle a disparu en tant qu'entité politique propre en 1063 lors du rattachement au duché d'Aquitaine ; toutefois le nom de Gascogne est resté usité jusqu'à la Révolution française. Région naturelle de France localisée entre océan Atlantique, Garonne et Pyrénées, elle se distingue par son identité culturelle fondée sur l'évolution historique de peuples aquitains de langue protobasque vers un peuple gascon caractérisé par une langue romane, occitano-romane ou « aquitano-romane » aux fortes spécificités. Elle recouvre imparfaitement l'aire linguistique du gascon.

## Géographie

### Localisation

La réalité d'un territoire naturel du Grand Sud-Ouest français enserré dans des limites physiques claires entre Atlantique, Garonne et Pyrénées.

La Gascogne est située grosso modo dans le territoire compris entre la Garonne et les Pyrénées : Grand Sud-Ouest français et Val d'Aran en Espagne (Généralité de Catalogne). Philippe Lartigue a synthétisé les différences entre le territoire historique et les limites linguistiques telles que définies à la fin du XIXe siècle.
La géographie de la Gascogne est profondément marquée par ses limites naturelles que sont l'océan Atlantique, de la frontière espagnole à l'estuaire de la Gironde à l'ouest, le cours de la Garonne au nord, son sous-affluent la Lèze à l'est et les contreforts des Pyrénées au sud.
La Lèze est un affluent de l'Ariège dont la confluence avec la Garonne est proche du sud de Toulouse.
D'autre part, Serge Brunet rappelle que la forêt de Bouconne, sur les hautes terrasses alluviales de la rive gauche de la Garonne, est une frontière pluriséculaire entre Gascons et Languedociens.

### Limites administratives
La Gascogne n'est pas une région administrative mais une aire naturelle, culturelle et linguistique. La province historique est de fait éclatée entre les trois régions de la Nouvelle-Aquitaine, d'Occitanie et de Catalogne sans les constituer en totalité. Elle recouvre entièrement les départements des Landes, du Gers et des Hautes-Pyrénées, et comprend pour partie ceux des Pyrénées-Atlantiques, de la Gironde, de Lot-et-Garonne, de Tarn-et-Garonne, de la Haute-Garonne, de l'Ariège et de la région autonome du Val d'Aran en Catalogne espagnole. La zone d'influence du gascon se prolonge sur une partie du territoire de l'ancienne province de Guyenne.
Le Val d'Aran, bien qu'appartenant à l'Espagne, fait partie linguistiquement de la Gascogne, et à ce titre, bénéficie au sein de la Catalogne, dont il dépend administrativement, d'une autonomie linguistique faisant de cette région gasconne la seule dont la langue aquitano-romane et son parler aranais bénéficie d'un statut officiel. Les langues officielles de la Catalogne sont le catalan, l'« occitan gascon » et l'espagnol.

### Pays de Gascogne
- Aguais
- Airais
- Albret landais
- Armagnac
- Bas-Armagnac
- Arrensou
- Arroustang
- Astarac
- Auribat
- Baronnies des Pyrénées
- Barousse
- Bazadais
- Béarn
- Bigorre
- Bordelais
- Bourgeais
- Brassenx
- Brulhois
- Chalosse
- Comminges
- Condomois
- Corrensaguet
- Couserans
- Cubzaguais
- Eauzan
- Entre-deux-Mers
- Fézensaguet
- Gabardan
- Grande Lande
- Graves
- Haute-Lande-Girondine
- Lavedan
- Libournais
- Lomagne
- Luchonnais
- Magnoac
- Maremne
- Marensin
- Médoc
- Montanérès
- Nébouzan
- Neurest
- Pays d'Albret
- Pays d'Auch
- Pays de Born
- Pays de Buch
- Pays de Gaure
- Pays de Gosse
- Pays de l'Adour landais
- Pays de Marsan
- Pays d'Orthe
- Petites Landes
- Quatre-Vallées
- Queyran
- Rivière-Basse
- Rivière-Verdun
- Savès
- Seignanx
- Soubestre
- Tursan
- Vallée d'Aure
- Vic-Bilh
- Volvestre

### Physionomie

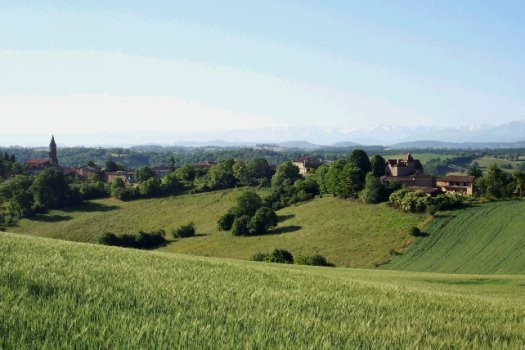
Paysage de Gascogne, laissant apparaître la chaîne des Pyrénées en arrière-plan.

La Gascogne s'ouvre à l'ouest sur le golfe de Gascogne. Elle s'appuie au sud sur le massif montagneux et le piémont, côté France, des Pyrénées, entre Béarn et Couserans, et s'étage de coteaux en collines découpés par l'éventail des rivières, jusqu'à la Garonne. Se trouvent sur ces coteaux une part notable des vignobles du Sud-Ouest français et du Vignoble de Bordeaux.
Concernant l'Ariège, affluent oriental de la Garonne situé en amont de Toulouse : la limite de la Gascogne linguistique s'éloigne progressivement (d'une trentaine de kilomètres au maximum) vers l'ouest du cours de l'Ariège jusqu'aux Pyrénées, dans la région appelée Couserans.
La vallée de la Garonne, entre Toulouse et Bordeaux, est une voie de communication depuis l'Antiquité et même l'Âge du bronze. L'Adour, second fleuve par son bassin, forme à l'extrême sud-ouest la limite avec le Pays basque, où elle se jette dans l’Océan Atlantique via le golfe de Gascogne.
Les Landes de Gascogne (avec la Forêt des Landes, protégée par des dunes littorales) couvrent un vaste triangle, à cheval sur trois départements (Landes, Gironde, Lot-et-Garonne). Il s'agit surtout d'une plaine sablonneuse.
Les coteaux de Gascogne s'étendent sur le Gers et (au nord et à l'est) jusqu'à la vallée de la Garonne, sur Chalosse et Tursan (département des Landes) au sud de l'Adour, ainsi que sur le nord du Béarn et de la Bigorre.

### Hydrographie

Chevelu des rivières du Gers, avec noms et communes de source et de confluence.

Les principaux cours d'eau gascons qui drainent la région sont les rivières descendant du Plateau de Lannemezan, affluents de la Garonne et de l'Adour : la Baïse et son bassin (la Gélise, l'Osse), le Gers, l'Arrats, la Save et son bassin (la Gesse), l'Adour et son bassin (le Luy, l'Arros, le Gave de Pau et l'Eyre), réseau hydrographique pour partie responsable des inondations catastrophiques de 1977.
Julos Beaucarne met en musique en 1976 sur une mélodie originale la chanson à dire La Garonne (Si la Garonne avait voulu) publiée en 1895 par Gustave Nadaud et interprétée en 1903 par Charlus où l'on apprend que 

« La Garonne n’a pas voulu, Lanturlu ! Humilier les autres fleuves. 
[...] 
La Garonne n’a pas voulu, Lanturlu ! Quitter le pays de Gascogne. »

## Histoire
La région, peuplée d'Aquitains — proches des Vascons (d'où son nom dérivé de Vasconia) — a été conquise par l'Empire romain, puis par les Wisigoths et enfin par les Francs.
La Gascogne était une principauté au sud-ouest de la Gaule au Haut Moyen Âge. Le nom de Gascogne fait référence à cette principauté (VIIe au XIIe siècle) qui vit l'apogée unitaire de la région. Elle a disparu en tant qu'entité politique en 1063, lorsque le comte de Gascogne Bernard II Tumapaler a dû abandonner la Gascogne à l'Aquitaine après sa défaite devant le duc d'Aquitaine Guillaume VIII à la bataille de La Castelle. Après le traité de Paris de 1259, le duché d'Aquitaine a pris le nom de duché de Guyenne, terme désignant alors l'ensemble des possessions continentales du roi d'Angleterre.
Avec ces différentes dominations, la Gascogne a émergé comme un État indépendant pendant un temps et, à ce jour, la Gascogne a gardé la réputation d'être habitée par un peuple têtu et indépendant. Malgré ces évolutions, une identité gasconne culturelle et linguistique a subsisté à travers tout l'Ancien Régime jusqu'à nos jours.

### La préhistoire
Le paléontologue gersois Édouard Lartet a défini le Pliopithecus antiquus et le Dryopithecus fontani, primates fossiles du Miocène et du Pliocène et le Pelagornis, oiseau préhistorique du Gélasien, à partir des fouilles menées à Sansan (Gers) dans l'Astarac et à Saint-Gaudens (Haute-Garonne) dans le Comminges.

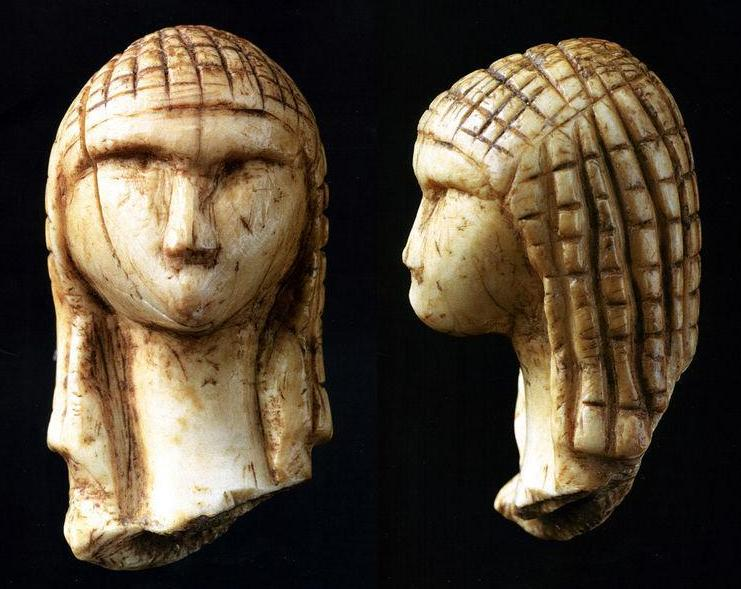
La Dame de Brassempouy, l'une des plus anciennes représentations du visage humain.

Des traces de l'occupation humaine, dès le Paléolithique supérieur (Aurignacien, Gravettien, Magdalénien), du territoire actuel de la Gascogne, sont présentes dans les grottes, parfois ornées, du Labourd (Sare) dans les Pyrénées-Atlantiques, du pays d'Orthe (Duruthy) dans les Landes, des Quatre-Vallées (Troubat, Labastide, Noisetier) dans les Hautes-Pyrénées, du Comminges (Aurignac — fouillée par Édouard Lartet et à l'origine de l'Aurignacien — Gargas, Marsoulas, Tarté) en Haute-Garonne, ou du Couserans (Tuc d'Audoubert, Trois-Frères) en Ariège.
Outre les traces d'une présence humaine depuis l'Acheuléen (Paléolithique inférieur) et la découverte de la mandibule de Montmaurin attestant d'un Néandertalien ancien dans les gorges de la Seygouade (grottes de Montmaurin), ce site du Comminges dans les Hautes-Pyrénées et celui de Brassempouy en Chalosse dans les Landes, ont fourni des représentations féminines datées du Gravettien, les Vénus paléolithiques de Lespugue et de Brassempouy. De ce dernier site a été extraite la Dame à la capuche, dans la coiffure de laquelle nombre d'auteurs ont voulu voir le capulet pyrénéen.
Le mégalithe de Guillay en Tursan dans le département des Landes et la voie de transhumance de la Ténarèze qui traverse les deux régions d'Aquitaine et de Midi-Pyrénées, de l'océan à la montagne, témoignent de l'activité des hommes sur le territoire de la Gascogne depuis le Néolithique.

Artefacts
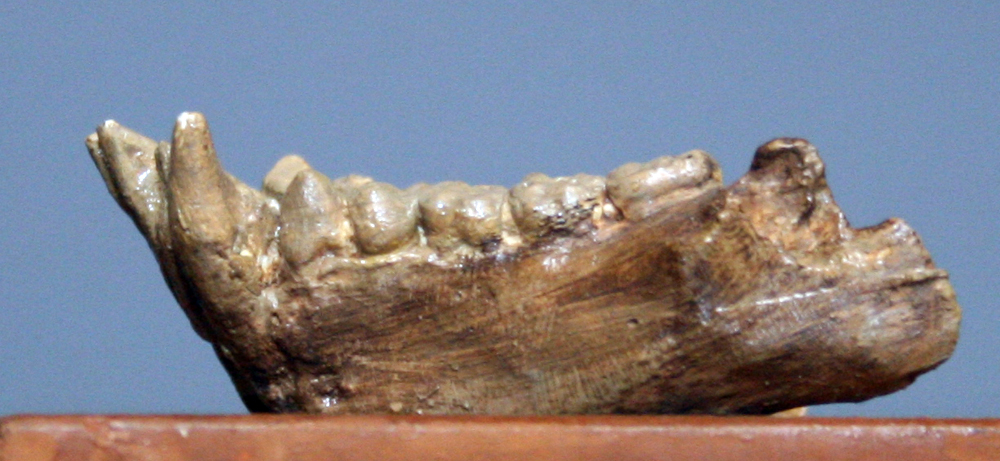
Fragment de mandibule de Pliopithecus antiquus, Sansan.
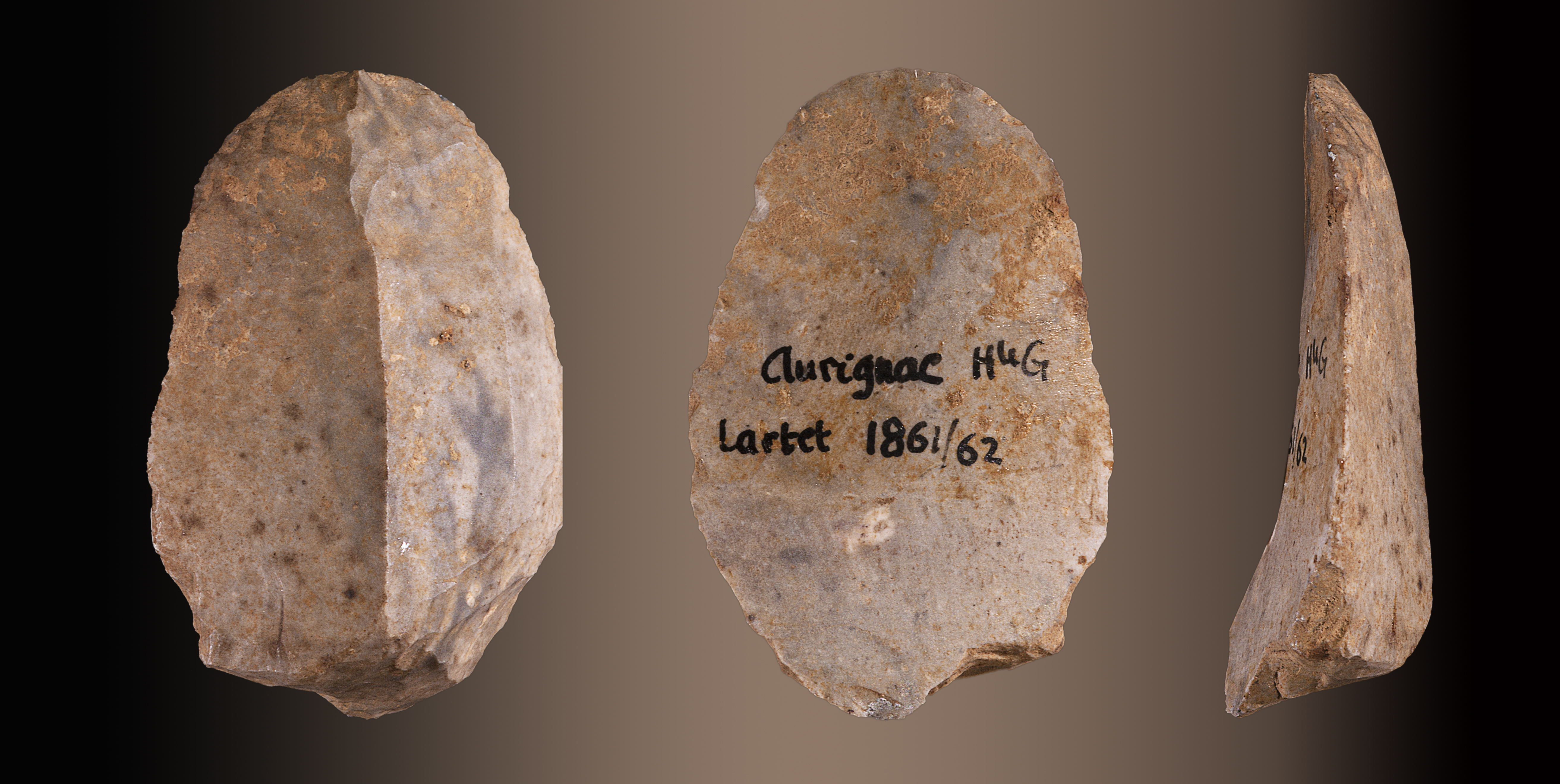
Lame de silex, grotte d'Aurignac.
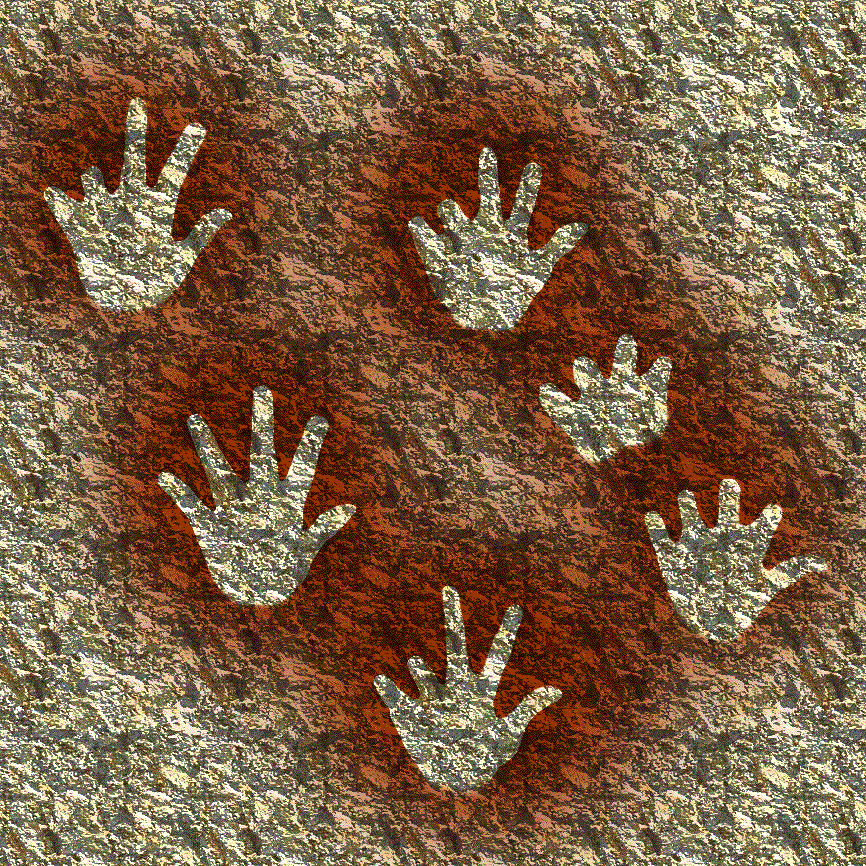
Mains négatives, grottes de Gargas.
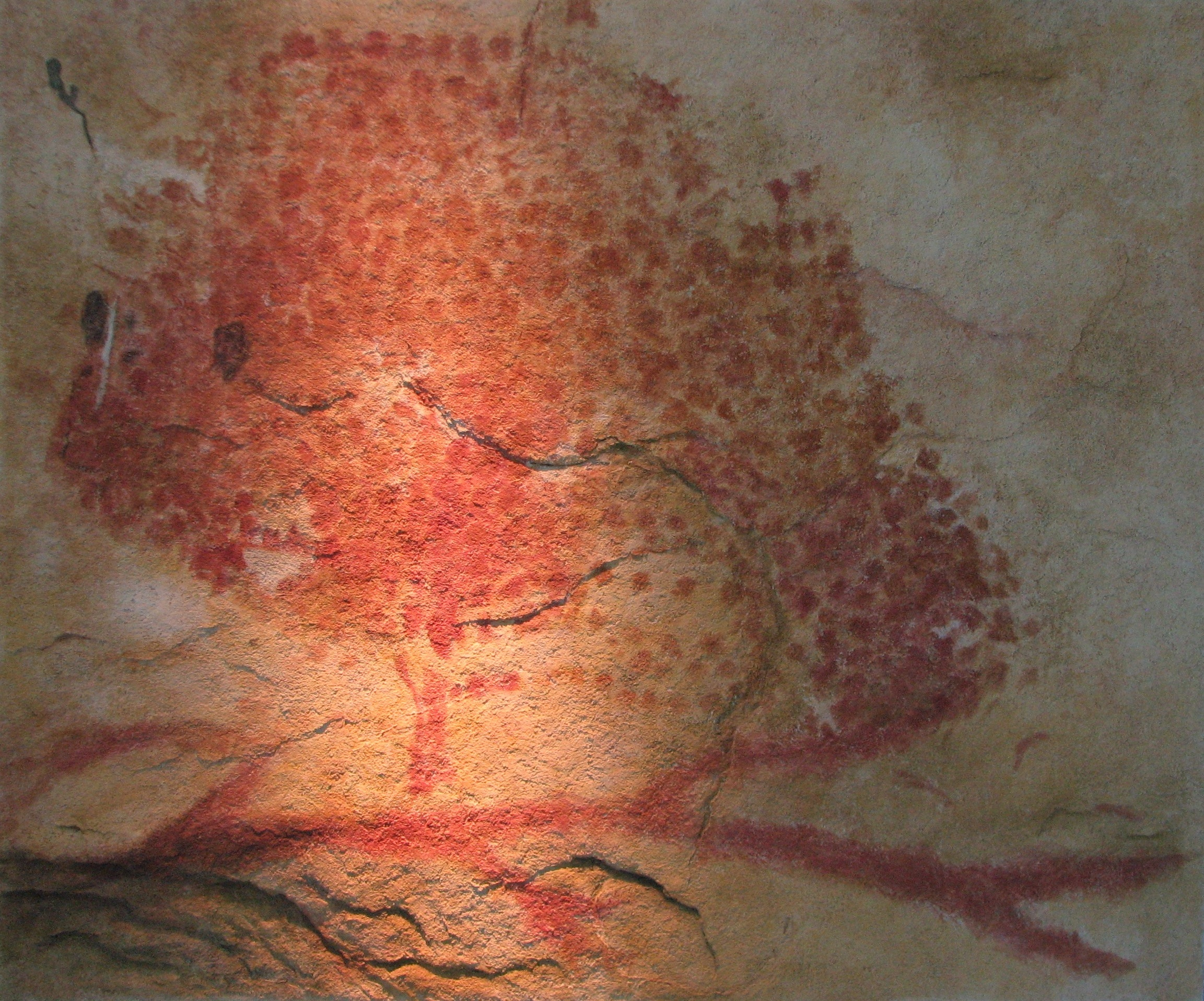
Bison peint, grotte de Marsoulas.
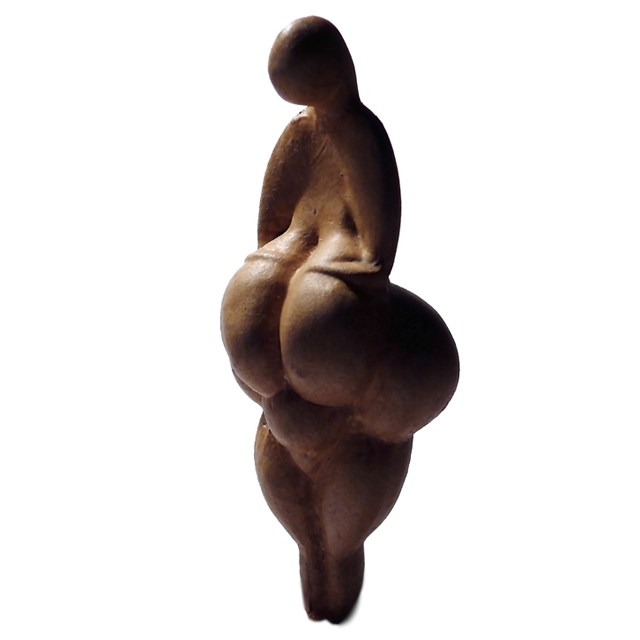
Vénus de Lespugue.
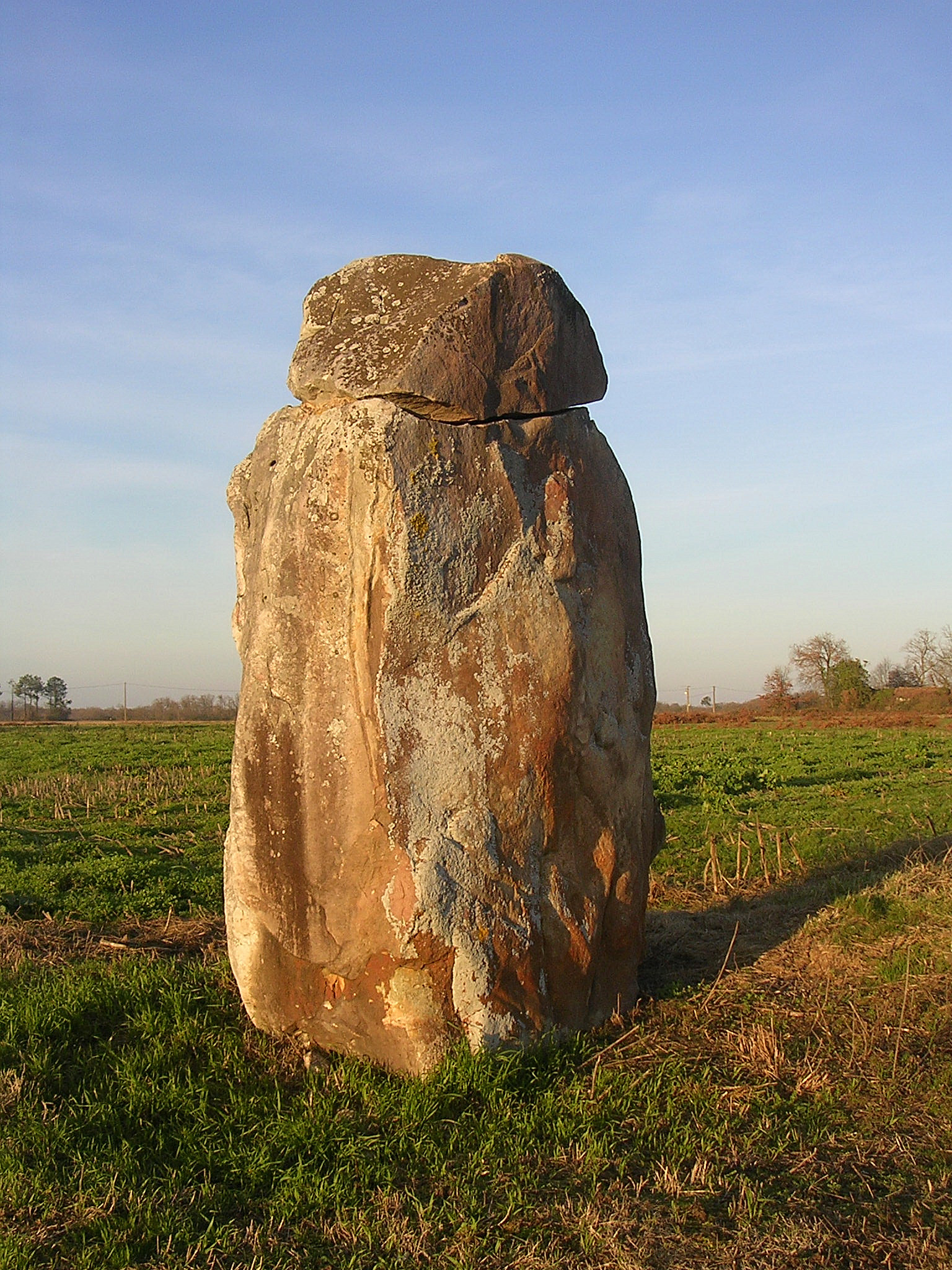
Mégalithe de Guillay.

### L'Antiquité

#### L'Aquitaine protohistorique
Lorsque les Romains conquirent la Gaule narbonnaise, ils se heurtèrent, au-delà de Toulouse à un peuple nouveau pour eux. Ce n’étaient ni des Ligures, ni des Celtes. Diodore de Sicile, qui les mentionne pour la première fois en 60 av. J.-C., les qualifie de « Celtibères ». Ils s'appelaient « Aquitains », bien que César reconnaisse qu’ils avaient beaucoup d’analogies avec les Ibères du sud des Pyrénées, et leur nom, comme le rapporte Pline l'Ancien, fut donné à la région qu'ils habitaient. Les anthropologues et les linguistes reconnaissent désormais à ces peuples, distincts des Gaulois, le caractère de populations protobasques, ayant des affinités ethnique et linguistique avec les Vascons.
Le territoire de l'Aquitaine était alors habité par une trentaine de tribus d'importance inégale : Consoranni (Couserans), Biguerres (Bigorre), Ilourais (Oloron), Bénéharnais (Béarn), Tarbelles (Dax), Tarusates, plus tard Aturenses (Aire), Sotiates (Sos), Lactorates (Lectoure), Elusates (Eauze), Ausques (Auch), Vasates (Bazas), Convènes (Comminges), Garumni (rive gauche Gironde), Vocates (sud-est Gironde), Boïens (Pays de Buch) et Cocosates (Pays de Born).

#### L'Aquitaine de César
Spectateurs de la conquête de la Gaule par les Romains, les Aquitains en devinrent les acteurs en 56 av. J.-C. lorsque Publius Crassus fut chargé par César de soumettre l’Aquitaine. Ce fut d'abord le siège de l'oppidum de Sos où les Sotiates et leur chef Adiatuanos furent battus. Crassus poursuivit ensuite son œuvre qu’il mena à bien assez rapidement sur l'Adour malgré l'aide des Cantabres qui avaient combattu dans la guerre sertorienne contre Pompée où le légat Lucius Valerius Preconius et le proconsul Lucius Manlius avaient été défaits,. C'est après la conquête qu'apparaissent les Bituriges Vivisques, Celtes déportés par Rome dans le Bordelais, sur la rive gauche de la Garonne et vivant, selon Strabon, sur le territoire des Aquitains, sans payer de tribut.
En 51 av. J.-C., César se rend lui-même en Aquitaine dans l'objectif de « pacifier » la contrée avec l'appui de deux légions et une prise d'otages parmi les « turbulents » peuples aquitains incomplètement soumis par Publius Crassus,.

César et Crassus en Aquitaine
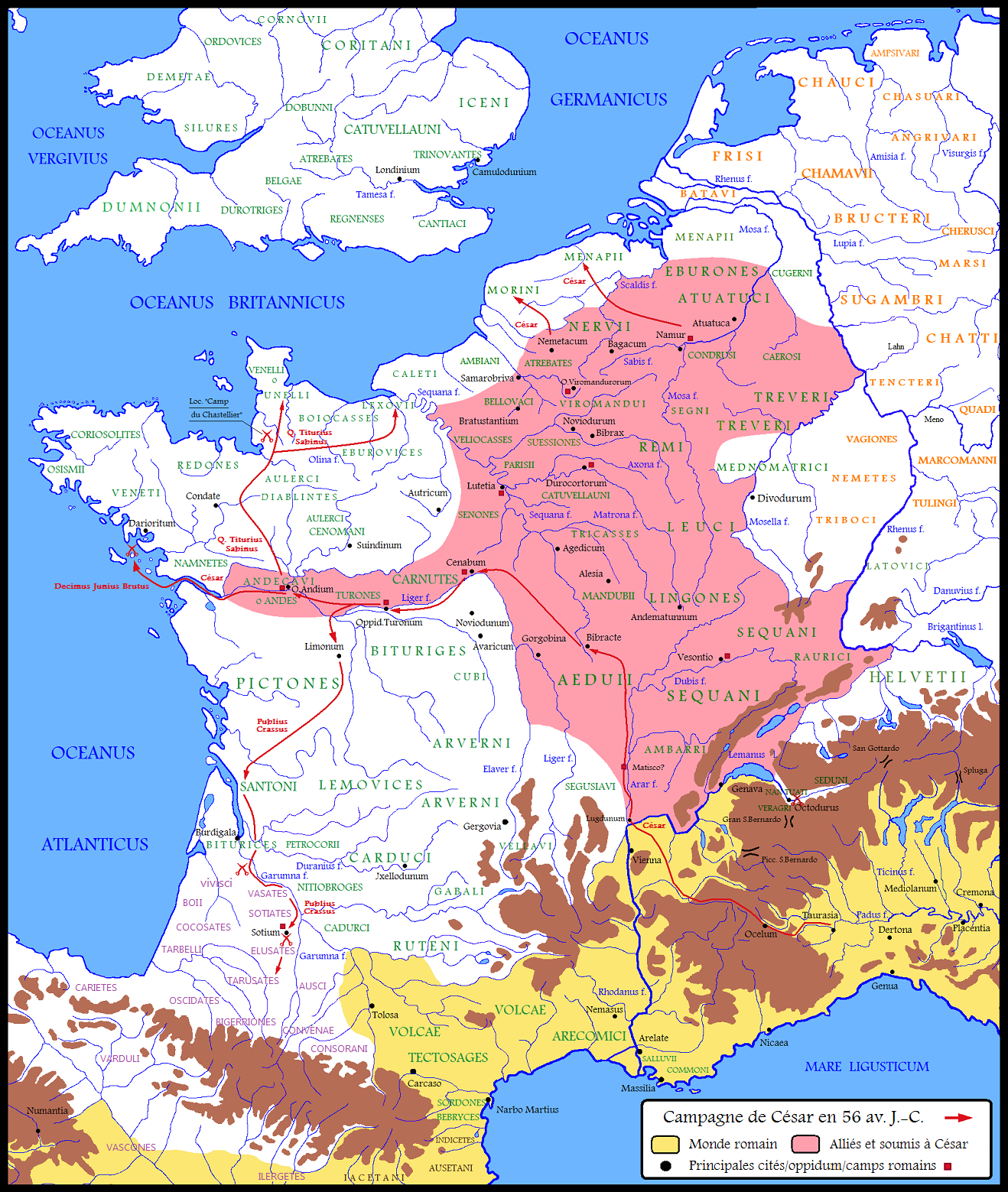
Guerre des Gaules, troisième année de campagne de Jules César en 56 av. J.-C. et itinéraire de Publius Crassus en Aquitaine.
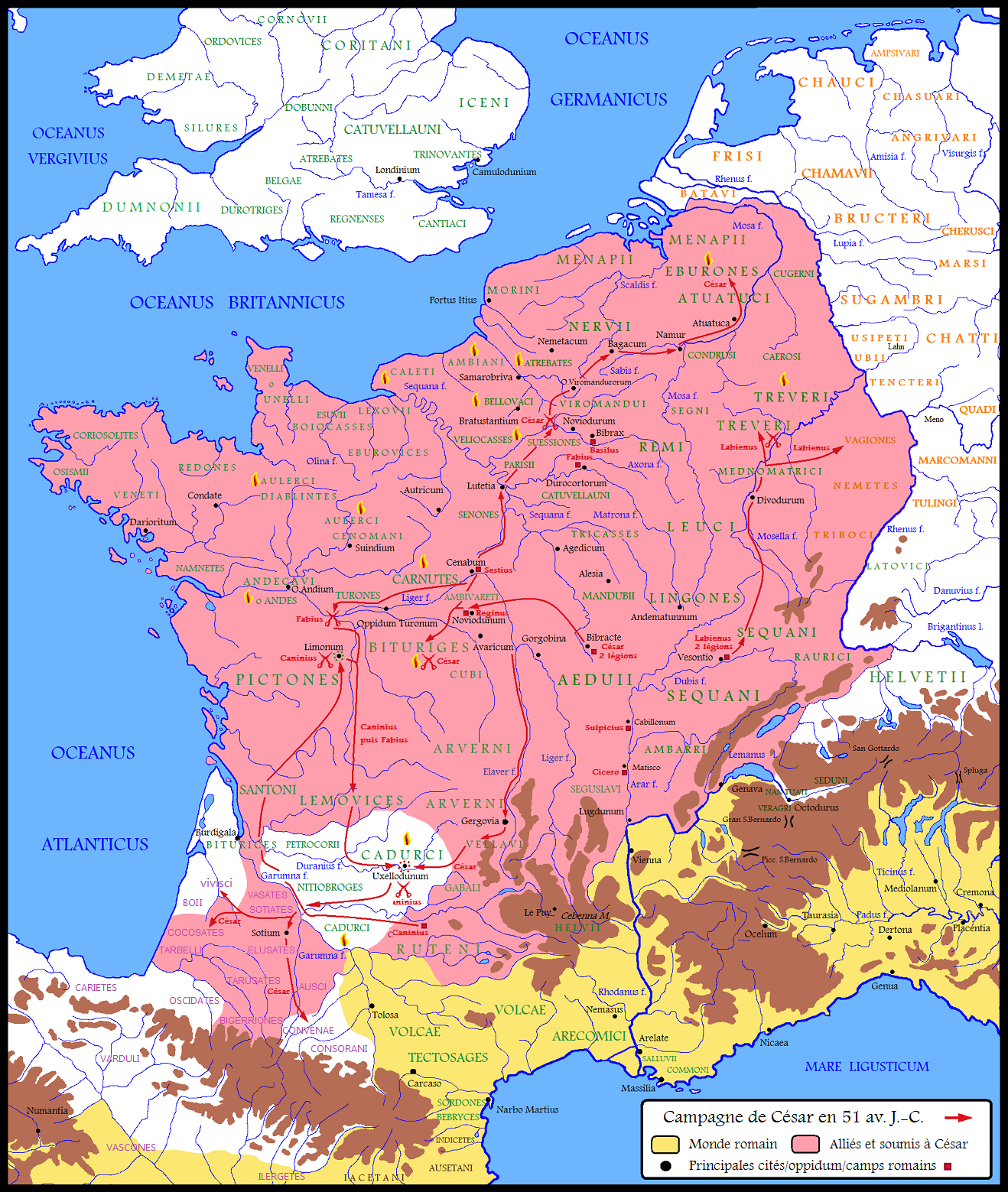
Huitième année de campagne en 51 av. J.-C. et itinéraire de César en Aquitaine.

#### L'Aquitaine d'Auguste
Les victoires de César n'empêchent pas les Aquitains de reconstituer leur unité et leurs forces auxquelles s'oppose encore Agrippa envoyé par Octave en 38 av. J.-C. En 27 av. J.-C., Auguste réorganise l’administration de la Gaule en rétablissant la Narbonnaise et en divisant le reste de la Gaule en trois provinces : l'Aquitaine qui s’étend des Pyrénées et de l'Océan Atlantique à la Loire, la Lyonnaise qui comprend l'Armorique et la Belgique. En les mêlant dans un même territoire aux peuples celtes installés au-delà de la Garonne, en utilisant les Bituriges Vivisques et les Nitiobroges comme intermédiaires, César affaiblit l'unité des Aquitains et étouffe leurs velléités de révolte. En accordant le droit latin à certains d'entre eux (Ausques, Convènes), en transformant leurs cités en colonies romaines (les antiques Elimberri et Aquae Tarbellicae deviennent respectivement Augusta Auscorum et Aquae Augustae) il conforte sa politique d'assimilation.

#### La Novempopulanie de Dioclétien
C’est au IIIe siècle que les peuples d'Aquitaine obtiennent leur séparation du reste de la Gaule aquitaine. L’inscription portée sur une stèle de l'église d’Hasparren montre que neuf peuples ont été séparés des Gaulois. C’est la création de la Novempopulanie avec pour capitale Eauze. Le reste de l’Aquitaine va être divisé en deux parties : l’Aquitaine seconde, avec pour capitale Bordeaux et l’Aquitaine première, avec pour capitale Bourges.
La Novempopulanie comptera bientôt douze peuples mais n’en gardera pas moins son nom. En 297, Dioclétien divise la Gaule en 120 cités réparties en 17 provinces. La Novempopulanie comprend alors douze cités : cités des Elusates (Eauze), des Aquenses ou Tarbelles (Aqs, puis Dax), des Lactorates (Lectoure), des Convènes (Saint-Bertrand-de-Comminges), des Consorans (Saint-Lizier), des Boïates (La Teste-de-Buch), des Bénéharnais (Lescar), des Atourais (Aire), des Vasates (Bazas), civitas Turba (près de Tarbes, chez les Biguerres), cité des Ilourais (Oloron) et la cité des Ausques (Auch).
Les populations empruntèrent beaucoup de choses aux vainqueurs romains et notamment leur langue. Ils finirent par adopter donc le latin, mais en le déformant en fonction de leur langue d'origine et donnèrent ainsi naissance à une langue nouvelle : le gascon. Parti des villes, le latin gagna de proche en proche les campagnes. Seules les populations des vallées des Pyrénées échappèrent à la contagion et leurs descendants parlent encore la langue d’origine : le basque. L’administration romaine assura l’ordre et la paix en Novempopulanie durant deux siècles environ. Puis, la décadence de l’Empire Romain entraîna celle de la Gaule entière, préparant ainsi les invasions barbares.

#### Les «Barbares»
Les Vandales, les Alains et les Suèves, poussés à l’est par les Huns, traversent la frontière du Rhin dans les derniers jours de 406. Ils ne font que passer en Novempopulanie qu’ils abandonnent, après l’avoir dévastée, en 409 pour s’installer en Espagne. Ils sont remplacés par les Wisigoths.
En 412, le roi wisigoth, Athaulf, successeur d'Alaric Ier, obtient de l’empereur romain Honorius, en échange de ses services, un établissement en terre gauloise (voir Jordanès). Athaulf est assassiné à Barcelone en septembre 415 et est remplacé par Wallia qui régnera de 415 à 418. Ce dernier négocie avec l’empereur Honorius qui lui donne l'Aquitaine seconde et des villes voisines. Le nouveau royaume wisigoth qui avait pour capitale Toulouse comprenait Poitiers, Angoulême, Saintes, Périgueux, Bordeaux et la Novempopulanie.
Il semble que les rois wisigoths comprirent qu’il valait mieux ménager les populations autochtones qu’ils appelaient « les Romains ». Ainsi, l’organisation wisigothe se mit en place et, sans les problèmes de religion, tout aurait été parfait entre Goths et « Romains ». Appelé par les évêques de Novempopulanie, Clovis vint au secours des populations. En 507, les Francs battirent Alaric II, roi des Wisigoths, à la bataille de Vouillé. Les Goths ne conservèrent que la Gaule narbonnaise et la Novempopulanie passa sous contrôle franc.

### Le Moyen Âge

#### Les Francs
Le VIe siècle n’est qu’une longue suite de guerres civiles, de dévastations par des bandes armées, de révoltes et de brigandages. Une vaine tentative de se mettre sous la protection d’un roi prétendument mérovingien, Gondovald, avorta en 586 après le siège de Lugdunum Convenarum, l'actuelle commune de Saint-Bertrand-de-Comminges en Haute-Garonne. Au VIIe siècle, la domination franque, sous la pression, semble-t-il, de phénomènes sociaux accomplis silencieusement, disparaît.

#### LaWasconia

Duchés d'Aquitaine et de Vasconie (710-740) en union personnelle.

Les Wascones, Guascones ou Vascons, rentrent dans une série de révoltes contre les Mérovingiens. Les deux fils de Childebert II, Thibert II, roi d’Austrasie et Thierry II, roi de Burgondie les battent et leur imposent un duc en la personne de Genialis.
L’autorité de Genialis, comme celle de son successeur Aighinan, chef saxon, était plus ou moins effective puisqu'en 626 les Vascons semblent s’en être soustraits à la suite d’une révolte. En effet, ils étaient déjà indépendants à la mort de Clotaire II en 629, lorsque son fils Caribert II reçut en partage le "royaume de Toulouse". La Vasconie faisait certes partie du royaume que son demi-frère aîné Dagobert Ier avait créé pour lui, mais il dut en faire la conquête. Cette dernière s’achevait à peine lorsque mourut Caribert II, bientôt suivi dans la tombe par son fils et successeur, Chilpéric, décédé à l'âge de 6 mois. Toutefois, Caribert II avait eu deux filles : Phligberthe qui épousa Bertrand de Bordeaux et Ode, mère de Loup Ier qui réussira à récupérer l'héritage de son grand-père maternel.
Dagobert, devenu seul maître de la Vasconie, eut à combattre en 635 une révolte des Vascons qui, battus, lui firent alors allégeance. Les rois fainéants qui lui succédèrent ne s’intéressèrent guère à la Vasconie qui, avec l’Aquitaine, reprit peu à peu son autonomie. Le pouvoir franc, trop occupé à se battre contre l'Austrasie, puis contre les Germains laissa s’installer un nouvel ordre.
Entre 660 et 670, à la suite de l'alliance entre Aquitains et Vascons, le royaume de Toulouse reparut quoique en cachant son nom, par le choix comme chef de Félix, patrice de Toulouse. Il fut remplacé par Loup Ier (Lupus), couronné duc d’Aquitaine et de Wasconia en 672. Ce dernier, fils de Bogue (boggis) de Comminges et de Ode d'Aquitaine (fille de Caribert II et de Gisèle de Saint-Amand d'Elnone), mourut en 710 (Bogue de Comminges étant le fils de Eudes de Comminges lui-même fils de Bertrand de Bordeaux, comte-Évêque de Bordeaux).
Son successeur, Eudes d'Aquitaine, alias Yon Roi de Vasconie, père de Hunald Ier dit Huon de Bordeaux, était sans doute le fils de Lupus Ier. Son avènement coïncida avec l’arrivée des Arabes en Espagne. Eudes arrête l’invasion arabe à Toulouse le 9 juin 721. C’est la première résistance chrétienne en Occident. Eudes est d’ailleurs déclaré le « héros sauveur de Chrétienté » par le pape Grégoire II (in Liber Pontificalis). Il va retenir l’invasion arabe jusqu’en 731 où Charles Martel l’attaquera du nord instrumentalisé par les rumeurs répandues par les Sarrasins d’Abd al-Rahman. Eudes abandonne alors les défenses de sud pour soutenir l’attaque de Martel. Les Arabes vont en profiter pour détruire, dans un raid fulgurant, Bordeaux (732) et se lancer à l’assaut de Poitiers. Grâce au sacrifice de l’armée vasconne d’Eudes (et à la bataille de Brioude qui arrête les renforts arabes), Abd al-Rahman arrive à Poitiers dans un état lamentable et Martel n’aura qu’à porter le coup de grâce (25/10/732) et à ramasser ainsi la gloire facile du sauveur de la Chrétienté (et de la France) qu’il faillit pourtant mettre en danger mortel par sa conduite irréfléchie (voir la lettre 740 du pape Grégoire III). Mais l’alliance avec Charles Martel permit de battre les envahisseurs à la bataille de Poitiers et de les repousser jusqu’en Espagne.
Eudes d'Aquitaine meurt en 735. Il eut, semble-t-il, cinq enfants : une fille, Lampegia  et quatre fils : Hunald Ier ou Hunaud, l’aîné, premier duc d'Aquitaine et de Vasconie, mort à Pavie en 774, Loup II, duc de Vasconie de 769 à 778, Remistan, décapité sur ordre de Pépin le Bref, marquis du Limousin, dont l’histoire n’a gardé que quelques traces et Hatton, mort après avoir été aveuglé sur ordre de son frère Hunald Ier, comte de Poitiers et qui semble avoir possédé le Poitou.
À sa mort, en 735, sa dépouille fut enterrée au monastère de l’Île de Ré qu'il avait fondé, et Hunald lui succéda, refusant de prêter serment de fidélité à Charles Martel. Une longue lutte s’ensuivit, obligeant Hunald à abdiquer en 745. Il restera de nombreuses années à Rome pour plaider la cause des Aquitains mais les pontifes avaient déjà choisi entre les Pippinides, puissance de tout l'Occident et les Mérovingiens d'Aquitaine, simple puissance locale... son fils Waïfre (dit Gaifier) reprit le flambeau, mais il fut trahi et assassiné en 768, quand il fut en passe de rendre les armes à Pépin le Bref. Pépin, oint roi des Francs en 751, divise la Vasconie en duché d’Aquitaine (entre la Loire et la Garonne) et duché de Vasconie (au sud de la Garonne).
L'Aquitaine repassait sous domination franque et les Vascons élisaient Loup II, fils d’Eudes, alors âgé d’environ 53 ans, comme duc. Hunald II, fils de Waïfre, ayant tenté de soulever l’Aquitaine contre Charlemagne, et Loup II lui ayant donné refuge en 769, ce dernier fut obligé par Charlemagne de lui livrer le fugitif pour éviter l’invasion de la Vasconie. Charlemagne devenait ainsi maître de l'Aquitaine et de la Vasconie, du moins le pensait-il puisque c’est à cette époque, en 778, que se situe l’épisode de Roncevaux où l’arrière-garde de son armée qui revenait, après avoir détruit les murailles de Pampelune (Iruñea) – laissant ainsi la ville à la merci des Maures -, fut décimée par les Vascons.

#### Le royaume d’Aquitaine
En 781, Charlemagne fit sacrer son troisième fils, Louis alors âgé de trois ans, roi d'Aquitaine. Ce nouvel État, royaume d’Aquitaine, comprenait l’Aquitaine proprement dite ainsi que le Duché de Vasconie et avait pour capitale Toulouse. L'administration en était assurée par Guilhem, comte de Toulouse et duc d'Aquitaine.
Les Vascons avaient élevé au pouvoir, après la mort de Loup II, l’un de ses fils, Sanche Ier Loup qui reconnut la suzeraineté de Charlemagne et prit part, contre son sentiment mais par fidélité, à l’expédition organisée par le roi d'Aquitaine contre Barcelone en 801. Mais cette reconnaissance fut de courte durée puisqu'en 802 Pampelune avait fait allégeance à l'émir de Cordoue. Toujours est-il qu'en 812, après une révolte vasconne contre les Francs menée par Semen Ier Loup, frère aîné de Sanche Ier Loup qui l’avait remplacé à sa mort, une nouvelle expédition de Louis le Débonnaire, fils de Charlemagne, arriva jusqu’à Pampelune en passant par Dax pour y raffermir son autorité chancelante. Louis prit la précaution, cette fois-ci, afin de ne pas répéter la défaite de 778, au retour par Roncevaux de s’emparer de femmes et d'enfants vascons qu’il ne libéra qu’une fois arrivé dans une zone sûre où son armée ne risquait plus d’embuscade.
À la mort de Charlemagne, Louis le Débonnaire (ou le Pieux) devint empereur et associa ses fils au gouvernement. En 817, il donna à Pépin Ier d’Aquitaine, la Vasconie, la marche (juridiction) de Toulouse et une partie de la Septimanie et de la Bourgogne. Pendant ce temps, dans le duché de Vasconie, Garcia Semen, le fils aîné de Semen Loup avait succédé à son père mort en 816. Mais Garcia Semen mourut en 818 et fut remplacé, à son tour, par un cousin germain, Loup III. En 819, ce dernier fut dépouillé de ses biens par Pépin Ier qui le bannit. Cependant, pour se concilier les Vascons, il leur donna pour chef Aznar Sanche, fils de Sanche qui l’aida à combattre les révoltes vasconnes. C’est l’époque du comté de Vasconie qui sera érigé en duché de Vasconie en 852.
À la mort d'Aznar Sanche en 836, ce comté puis duché de Vasconie revint à son frère Sanche II Sanche lui-même remplacé, à sa mort vers 855 par son neveu Arnaud qui était le fils de sa sœur Sancia et de Emenon, comte de Poitiers, puis d'Angoulême. Arnaud mourut en 864 et la succession des ducs gascons n'est en rien très claire. Une légende affirme qu'en 864, les Gascons nommèrent comme comte, Sanche II « Mitarra », un petit-fils de Garcia Ier Semen. Ce Sanche II « Mitarra » (ou « Menditarra ») serait l'ancêtre des futurs ducs et comtes de Gascogne qui se sont succédé jusqu'en 1032, date de la mort du dernier prince de cette famille.

#### Les ducs et comtes de Gascogne

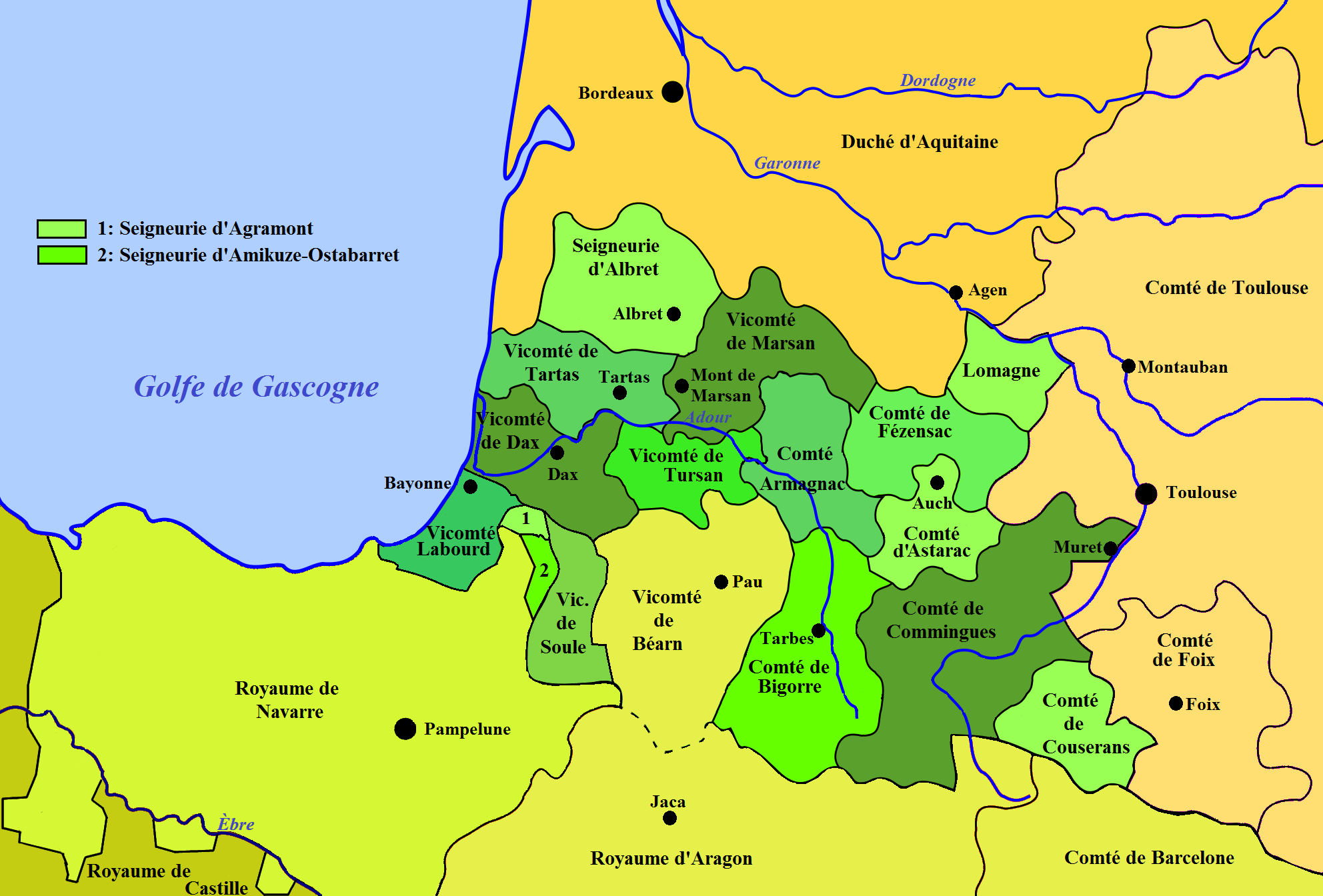
Le duché de Gascogne en 1150, dépendance du duché d'Aquitaine.

La chronologie difficile à démêler des ducs et comtes de Gascogne devient un peu plus claire à partir de Sanche Mittara.
Son fils Garcia Sanche dit le Courbé le remplaça à la tête de la Gascogne avant 893. Il eut trois fils, Sanche Garcès qui lui succéda vers 930 dans un duché amputé des parts de ses frères, Guillaume Garcès, tige des comtes de Fezensac et d’Armagnac et Arnaud Garcès, tige des comtes d’Astarac.
Sanche Garcès eut, semble-t-il, au moins trois fils : Sanche, Guillaume et Gombaud.
Sanche Sanche ne laissant aucun enfant, son frère Guillaume Sanche, dont le fait d'armes fut sa victoire sur les Vikings, lui succéda vers 961 et régna sur la Gascogne jusqu’en 996 au moins. Il eut, de sa femme Urraca, fille de Garcia Sanchez, roi de Pampelune cinq enfants : Bernard Guillaume, Sanche-Guillaume, Brisque, épouse de Guillaume V d'Aquitaine, comte de Poitiers, duc d’Aquitaine, Garsende, épouse d’un grand seigneur de Bourgogne et Toda, femme de Bernard Ier, comte de Besalú.
Bernard Guillaume, duc de Gascogne et comte de Bordeaux, étant mort le 25 décembre 1009 sans laisser de postérité, le pouvoir échut à son frère Sanche Guillaume qui le garda jusqu’à sa mort, le 4 octobre 1032.
Son neveu, Eudes ou Odon de Poitiers hérita du duché de Gascogne puis du comté de Bordeaux. Il mourut en 1039 et Bernard dit Tumapaler, comte d’Armagnac fut reconnu comte de Gascogne
Bernard (Bernat) était, en effet, le petit-fils de Brisque de Gascogne et était donc le descendant le plus direct de Guillaume-Sanche au sens de la coutume. Mais le frère d'Eudes, Guy-Geoffroy ou Guillaume VIII, duc d’Aquitaine, lui contesta le pouvoir, étant devenu comte de Bordeaux vers 1044. Après nombre de péripéties, les Poitevins l’emportèrent à la Bataille de La Castelle en 1063. Guy-Geoffroy, plus connu sous le nom de Guillaume VIII, fut suivi par Guillaume IX, le fameux troubadour, puis par Guillaume X d'Aquitaine qui mourut en 1137, laissant la couronne d'Aquitaine à sa fille Aliénor.
En 1152, par le mariage d’Aliénor avec Henri II Plantagenêt, comte d’Anjou et duc de Normandie, le duché d’Aquitaine et celui de Gascogne furent unis à l'empire Plantagenêt qui comprenait l'Angleterre, la Normandie, l'Anjou-Maine-Touraine.
L'histoire de la Gascogne comme territoire politique uni et autonome s'arrête là, mais pas l'histoire de la Gascogne médiévale.

#### Vicomtés et comtés en Gascogne médiévale
La Gascogne de Sanche II Sanche de Vasconie a connu des partages successifs entre les descendants du Courbé et la création d'une mosaïque de fiefs. Leurs titulaires, d'abord vassaux du duc de Gascogne, utilisèrent la situation créée par les circonstances (tel le passage du duché aux mains des comtes de Poitou) ou les alliances ultérieures.
Le vicomte est une institution nouvelle de l'époque carolingienne, le mot est présent dans des documents à partir du IXe siècle. En Gascogne, plusieurs vicomtés apparaissent vers la fin du Xe siècle et le début du XIe siècle, notamment : Dax, Tartas, Maremne, Labourd, Béarn, Oloron, Marsan et Gabardan. Leur existence sera plus ou moins longue, en fonction de fusions ultérieures, ainsi celle des vicomtés d'Oloron et de Béarn (par mariage) au milieu du XIe siècle.
Issus également du duché de Gascogne, le comté de Bigorre et le comté de Fezensac (IXe siècle) ; le comté d'Armagnac (Xe siècle) est apparenté au précédent.
Lors de sa création le comté de Comminges (Xe siècle) comprend le Couserans.
On pourrait dire qu'au niveau politique, il y aura des « Gascognes », surtout après la période des ducs de Gascogne, chaque seigneur (comte, vicomte) menant une politique autonome.
La principale division sera, pendant la guerre de Cent Ans, celle entre une Gascogne occidentale, située autour de Bordeaux, de Dax et de Bayonne, unie à l'Angleterre (jusqu'en 1451/1453) et une Gascogne orientale située autour des comtés d'Armagnac et de Bigorre, ainsi que les premiers Foix-Béarn, qui sera pro-française. Par contre le comte de Foix et seigneur de Béarn Gaston III de Foix-Béarn, dit Fébus, revendiquera la neutralité et sa souveraineté sur le Béarn (XIVe siècle).

### La période moderne

#### Le duché de Guyenne et Gascogne
Dans cette période (XVIe-XVIIIe), le territoire de la Gascogne est englobé dans la province qu'est devenu le duché d'Aquitaine aussi appelé duché de Guyenne et Gascogne en 1789. Les généralités (d'Auch ainsi que de Pau, pour la Gascogne) furent des circonscriptions administratives royales dont le rôle se renforça du XVIe au XVIIIe siècle. Elles disparurent lors de la Révolution française, pour être remplacées par les départements en 1790.
Sur le plan ecclésiastique l'Archevêché d'Auch, composé (à l'origine) d'une douzaine de diocèses issus des cités (civitas) du Bas-Empire romain, survécut jusqu'en 2002. Mais les frontières de ces diocèses sont encore utilisées pour tracer les limites des cités de Novempopulanie.
La partie gasconne du duché de Guyenne et Gascogne, à la veille de la Révolution, était formée des comtés, vicomtés et seigneuries suivants : le comté d'Armagnac avec l'Eauzan, le Bas-Armagnac, la vicomté de Rivière-Basse, la vicomté de Vic-Fezensac, le Haut-Armagnac et la vicomté du Fézensaguet ; le comté d'Astarac avec la vicomté du Magnoac ; le comté de Lomagne ; le comté de L'Isle-Jourdain ; la vicomté du Brulhois ; les enclaves gasconnes de la jugerie de Rivière-Verdun.

#### Fin de l'Ancien Régime

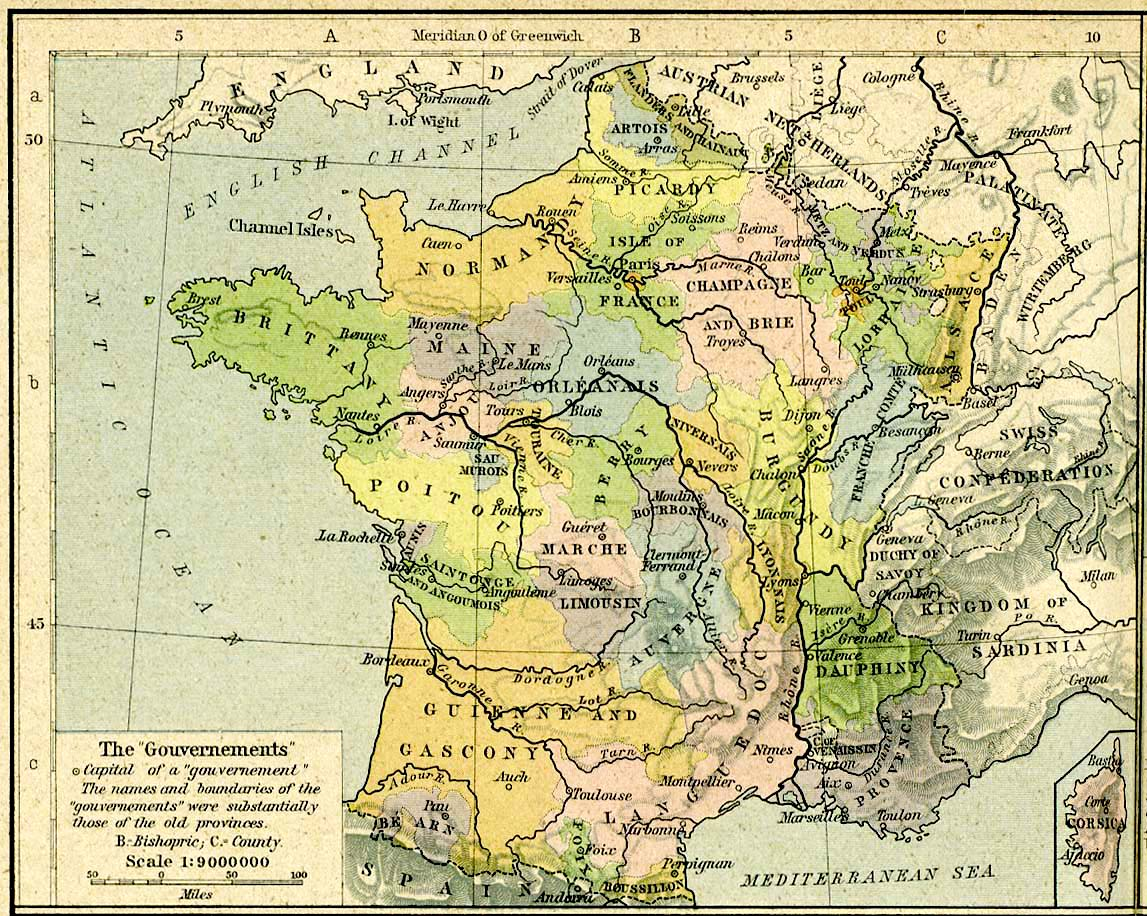
Le gouvernement de Guyenne et Gascogne sous l'Ancien Régime.

Les lettres patentes royales publiées le 4 mars 1790, faisant suite aux décrets pris, « après avoir entendu les députés des toutes les provinces », par l'Assemblée nationale les 15 janvier, 16 et 26 février, ordonnant la division de la France en quatre-vingt-trois départements dresse la liste des anciennes « provinces » qui allaient donner naissance à ces circonscriptions d'un nouveau genre à l'aube de l'ère contemporaine.
Pour autant, l'ordonnance précise que la division ne vaut encore que pour l'exercice du pouvoir administratif, les anciennes divisions relatives à la perception des impôts et au pouvoir judiciaire subsistant jusqu'à nouvel ordre. Il s'agit par conséquent de la liste, non pas des « provinces » qui sont au nombre de trente-deux (gouvernements militaires), ni de celle des diocèses ou des ressorts des parlements, mais de celle des circonscriptions fiscales ou celle des pays de coutumes (bailliages et sénéchaussées),.
Pour ce qui concerne le territoire délimité au XVIIIe siècle par les géographes Guillaume Delisle et Gilles Robert de Vaugondy ou l'historien Jean-Joseph Expilly comme constitutif de la « province » de Gascogne et qui deviendra les départements du Gers, des Landes, des Hautes-Pyrénées et pour partie des Pyrénées-Atlantiques, de la Gironde, de Lot-et-Garonne, de Tarn-et-Garonne, de la Haute-Garonne et de l'Ariège, les circonscriptions citées dans cette liste sont les suivantes : Bordelois, Bazadois, Agénois, Condomois, Armagnac, Chalosse, Pays de Marsan et Landes qui allaient constituer quatre départements, Pays basque et Béarn, un département, Bigorre et Quatre-Vallées un département, Couserans et Foix un département, Languedoc, Comminges, Nébouzan et Rivière-Verdun sept départements.
Parmi les territoires cités, le Bordelais, le Bazadais et l'Agenais sont partagés avec l'ancienne province de Guyenne, le Languedoc, le Comté de Foix et le Béarn sont extérieurs à la Gascogne et seules la Soule et le Labourd parmi les « Basques » sont en Gascogne à laquelle Jean-Joseph Expilly adjoint en outre le Tursan et une partie de l'Albret. Ce n'est donc pas la Gascogne proprement dite, laquelle, au sein du gouvernement militaire de Guyenne et Gascogne, n'a pas en soi de réalité administrative, qui est prise en considération dans ce découpage, mais les « provinces » qui la constituent et qui sont parfois à cheval sur d'autres territoires.

### L'époque contemporaine

#### État centralisé
Tout au long du XIXe siècle et de la première moitié du XXe siècle (et même au-delà) le pouvoir politique en France a reposé sur un Etat centralisé relayé dans chaque département par un préfet et des sous-préfets, représentants de l'État central et nommés par le gouvernement.
Des régionalistes (fédéralistes, provincialistes) avaient déjà émis alors les idées d'une plus grande décentralisation ou d'un échelon régional. Une association régionaliste du Béarn, du Pays basque et des contrées de l'Adour est ainsi créée en 1917. Le souvenir des anciennes provinces est présent, l'Escole Gastoû Febus en Gascogne (plus dans le domaine culturel) est fondée en 1896.

#### Création de régions administratives
Dans la deuxième moitié du XXe siècle, l'idée a progressé qu'était nécessaire un échelon régional de taille supérieure à celle du département, et furent d'abord créés des préfets de région (1941) et des régions administratives (sans élection) aux contours quelque peu variables.
C'est à partir des années 1980 que les lois de décentralisation dotèrent d'un conseil élu, et de compétences effectives, 22 régions en France métropolitaine. Dans ces lois, les départements (en tout ou partie) de Gascogne sont séparés entre deux régions françaises, dont ils ne forment qu'une part.
Depuis, la région naturelle et ancienne province Gascogne reste partagée : aux régions Aquitaine (ancienne région) et Midi-Pyrénées de la loi de 1982, le nouveau découpage (par fusion de régions) de la loi de 2015 a étendu la première vers le nord (Nouvelle-Aquitaine) et la seconde vers l'est (Occitanie).

## Économie
Les principales ressources économiques sont :

### Économie agricole
- La sylviculture (feuillus et résineux) ;
- La viticulture (vignoble de Bordeaux, vignoble de Gascogne et Armagnac, vignoble du Jurançon, etc.) ;
- La culture céréalière (maïs, blé et orge),
- Les cultures légumière et fruitière (vallées de la Garonne et de l'Adour),
- Élevages ovin, bovin et volailles ;
- L'industrie agroalimentaire ;
- la pêche (façade Atlantique, estuaire de la Gironde) et ostréiculture (bassin d'Arcachon).

### Tourisme
- stations balnéaires de la Côte d'Argent, thermalisme, tourisme vert, culturel, religieux (sanctuaires de Lourdes),
- stations de sports d'hiver.

### Industries
- l'industrie aéronautique (Pau, Tarbes, Tarnos, Aire-sur-l'Adour, Bordeaux, Marmande),
- l'industrie du bois et de l'emballage,
- l'industrie chimique du bassin de Pau et du Bordelais,
- l'industrie métallurgique (Tarnos, Lannemezan, Saint-André-de-Cubzac)

### Énergie
- les hydrocarbures (gaz de Lacq, pétrole de Parentis-en-Born),
- la production hydroélectrique dans les Pyrénées

### Autres
- les garnisons militaires (Tarbes, Pau, Mont-de-Marsan, etc.).

## Culture

### Étymologie
Le nom de Gascogne évoque une province définie par une langue - ou un accent. Le toponyme Gascogne est issu du bas latin Guasconia, Wasconia, nom mentionné pour la première fois par les Wisigoths, provenant lui-même du nom du peuple des Vascons. Le passage du [v] initial à [w], passé par la suite à [gʷ] puis [g], traduit une influence germanique sur la consonne initiale.
Un texte dit de l'« Anonyme de Ravenne » et dont la copie date de la fin du XIIIe siècle, contient pour la première fois, sous une forme écrite, le mot « Gasconia » avec un « g ». On utilisera par la suite davantage « Gasconia ou Gascogne » que « Wasconia » en référence à la Vasconie citérieure (la partie de la Vasconie au nord des Pyrénées), qui va se romaniser en créant sa propre langue par la naissance du gascon (de Saint-Sever à la Garonne).
À proprement parler, les Vascons sont avant tout une tribu puissante de langue protobasque, ou aquitanienne, vivant à l'époque antique au sud des Pyrénées, dans les actuelles Navarre et Aragon, mais des liens culturels, politiques et commerciaux existent en grand nombre avec l'autre versant, la future Gascogne, et tendent à montrer une sorte de koinè euskarienne (ni celte, ni ibère) existant sur ce que sont aujourd'hui les Pays basques, la Navarre, la Gascogne, le val d'Aran et une partie de l'Aragon. Comme indice d'un fonds linguistique commun qui a laissé son empreinte sur le latin véhiculaire commun, on peut mentionner le passage initial du [f] latin de termes comme farina, fagus, etc. à [h], amuï par la suite en [ø] en castillan (harina, haya) et en gascon (hari(n)a, hao), alors qu'il se maintient [f] en portugais, catalan et languedocien. L'ethnonyme Vascon serait basé sur une racine pré-indo-européenne *eusk- / *ausk- (que l'on retrouverait aussi dans le nom du peuple aquitain des Auscii, racine du nom des auscitains). Elle constitue à la fois la base des termes vascon, basque et gascon.

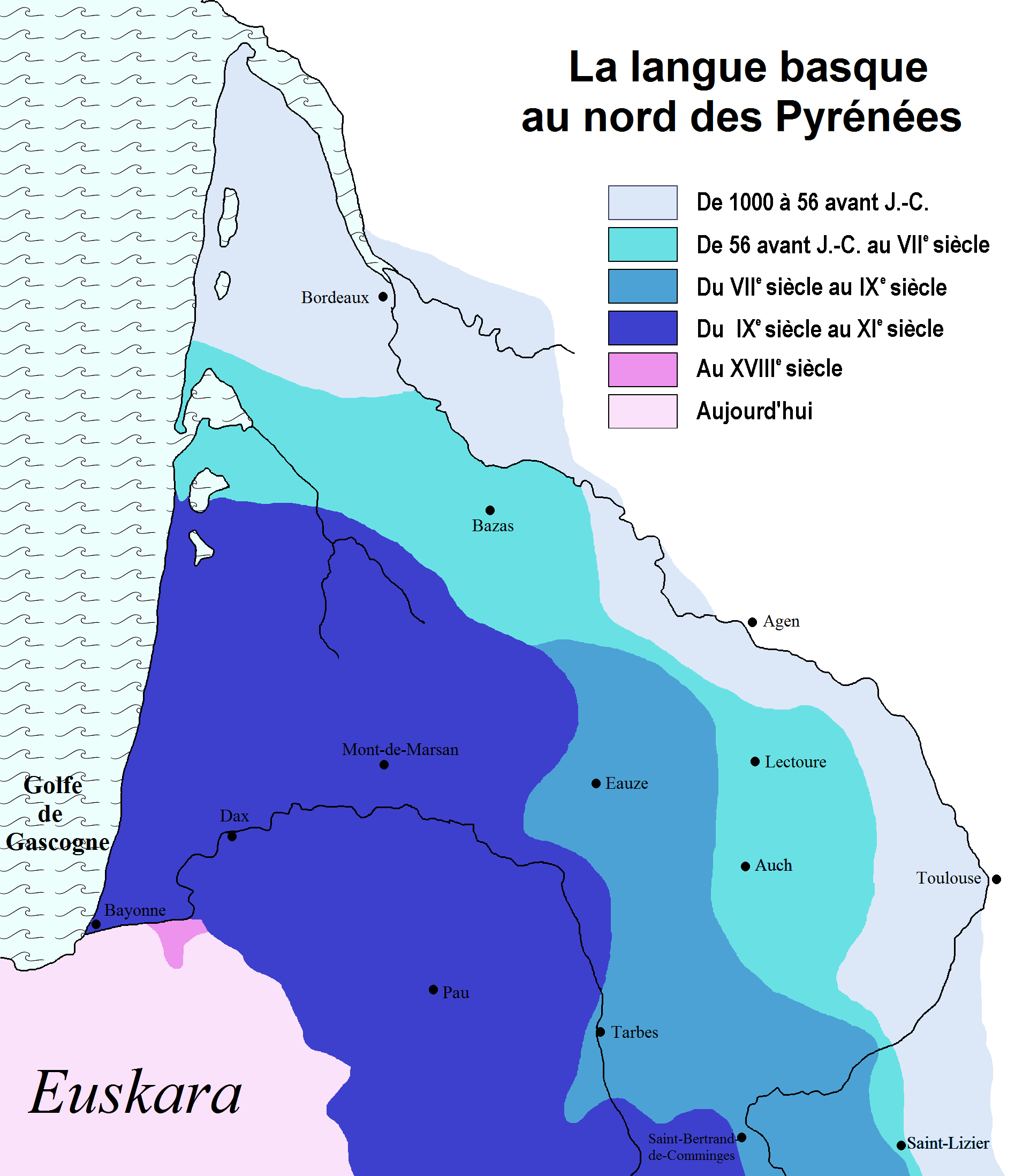
Recul du basque médiéval en Gascogne.

Région culturelle et linguistique de France et d'Espagne - parfois délimitée par l'océan Atlantique, la rive gauche de la Garonne et les Pyrénées excepté le Pays basque français, il existe cependant aux marges du Pays basque des zones linguistiques gasconnes comme le Bas-Adour (Bayonne,Biarritz, Anglet, Boucau), la zone "charnègue" (Guiche, Came, Urt, Bidache, ...), et certaines communes proches du Béarn (Arancou, Bergouey-Viellenave, Gestas…) ainsi que La Bastide-Clairence, enclave gasconophone en territoire bascophone. Le mot Gascogne a pu aussi désigner, sous sa forme latine Gasconia, le Pays basque (Wasconia).

### Postérité du nom de la province
Contrairement à celui d'autres provinces comme la Bretagne ou la Normandie par exemple, le nom de la Gascogne a administrativement disparu avec la province qu'il désignait et n'a été repris pour désigner aucun des départements ou régions de France. Il tend néanmoins à faire sa réapparition depuis quelques années comme appellation touristique pour désigner limitativement son cœur historique oriental, le département du Gers. On trouve également sa trace dans l'appellation des nouvelles structures intercommunales comme les communautés de communes du Cap de Gascogne, Cœur de Gascogne, Garonne et Gascogne, des Coteaux et des Landes de Gascogne, Cœur d'Astarac en Gascogne, de la Gascogne Toulousaine, des Hautes Vallées de Gascogne, Astarac Arros en Gascogne, des Coteaux de Gascogne ou d'aménagement du territoire comme les Pays Garonne Quercy Gascogne, Portes de Gascogne ou Val de Garonne-Gascogne mais aussi d'institutions comme la Compagnie d'aménagement des coteaux de Gascogne.
Le nom trouve également une résonance historique dans les cadets de Gascogne, l'Escadron de chasse 1/4 Gascogne, le paquebot La Gascogne, ou la Delahaye type 135 Dubos « Gascogne ». Il est naturellement une référence géographique dans le nom du golfe de Gascogne, des landes de Gascogne ou du parc naturel régional des Landes de Gascogne, mais c'est aussi un toponyme parisien, le square de la Gascogne. Dans le domaine industriel il est utilisé pour désigner des entreprises implantées dans la région comme les Papeteries de Gascogne du Groupe Gascogne ou la société de distribution Guyenne et Gascogne ou encore les appellations viticoles comme le côtes-de-gascogne ou le floc-de-Gascogne. Des associations culturelles comme le Cercle de Gascogne ou sportives comme l'Entente Sud Gascogne ont adopté le nom de leur région que l'on trouve aussi dans le titre d'un film Le Fils de Gascogne et dans le nom d'une station de Radio France, France Bleu Gascogne. Enfin, la biologie et la zoologie ne sont pas en reste avec l'Ophrys de Gascogne, les quatre « Bleu de Gascogne » : le Grand bleu de Gascogne, le Basset bleu de Gascogne, le Petit bleu de Gascogne, le Griffon bleu de Gascogne, le Braque français, type Gascogne, le porc gascon et la poule gasconne.

### Langues

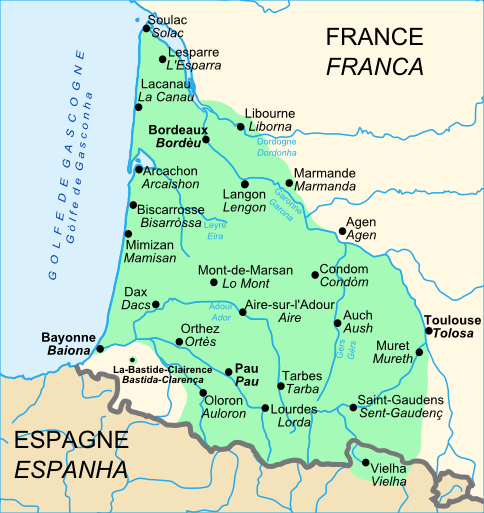
Carte de l'aire d'influence du gascon.

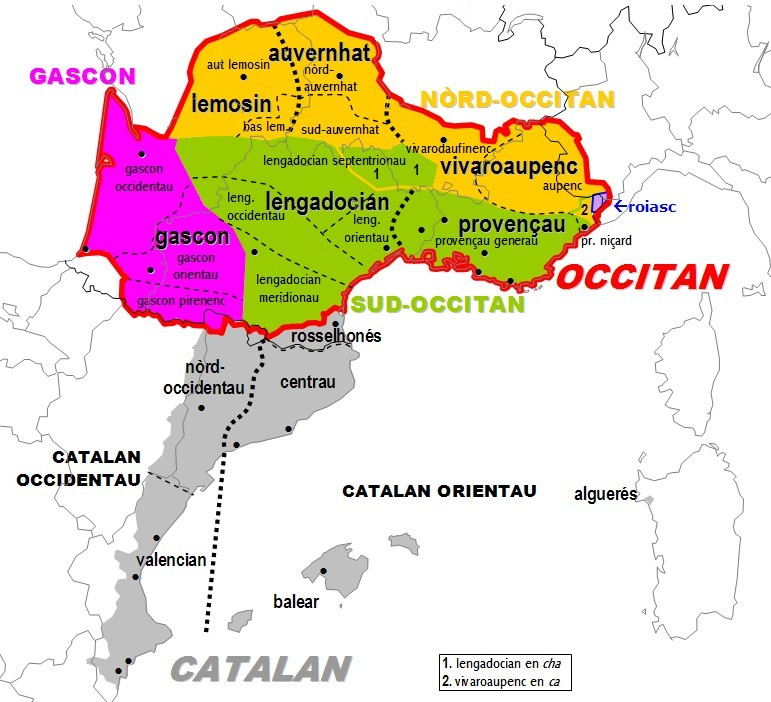
Le gascon, dialecte occitan.

La langue régionale est le gascon (souvent dit béarnais en Béarn) dit parfois également occitan-gascon. Il est parfois considéré comme une langue occitano-romane indépendante, fort de ses traits ataviques : langue et toponymie gasconnes portent la trace d'un substrat aquitain (ancêtre du basque),. Après l'arrivée du latin, un usage bilingue s'est prolongé pendant une longue période. L'usage du latin académique et d'un latin populaire se sont répandus progressivement lors de l'intégration à l'Empire romain. Plusieurs variétés gasconnes sont distinguables d'ouest en est et du sud au nord.

### Toponymie
La toponymie de la Gascogne intègre (tous les pays gascons) porte trace de son évolution linguistique : la strate celto-romane (le latin, qui a intégré et modifié des noms vieux-celtiques) s'est étendue sur un fort substrat aquitanien qui a donné des toponymes (Biscarosse, Aran), des suffixes (-osse), des traits phonétiques ataviques (caractéristiques, ar-, -eth), etc. La francisation a altéré, voire détruit, des noms de lieux.
Une base de données (étymologie, commentaires, prononciation, photos, cartes, etc.) sur plusieurs milliers de noms de lieux se trouve sur le site Gasconha.com, rubrique lòcs. Voir aussi Bénédicte et Jean-Jacques Fénié, Toponymie de la Gascogne, éditions Sud-Ouest.
Quelques villes et la forme authentique de leur nom en gascon (avec des indications pour la prononciation, en A.P.I.) ; N. B. : a final représente une prononciation variable suivant les régions : /a,e,o/, voyelle qui n'est pas accentuée.
- Auch, archidiocèse, sa capitale religieuse historique : Aux /awʃ/
- Bagnères-de-Bigorre : Banhèras /baɲèras/
- Bayonne : Baiona /bajunë/
- Bazas : Basats
- Bordeaux : Bordèu /burdèw/
- Condom : Condom
- Dax : Dacs
- Eauze : Eusa /èwzo/
- La Teste-de-Buch : La Testa /la tèstë/
- Langon : Lengon /lengun/
- Lectoure : Leitora
- L'Isle-Jourdain : L'Isla de Baix
- Lourdes : Lorda
- Marmande : Marmanda
- Mirande : Miranda
- Mont-de-Marsan : Lo Mont
- Nérac : Nerac
- Oloron : Auloron /awluru/
- Orthez : Ortès
- Pau : Pau /paw/
- Saint-Gaudens : Sent Gaudenç
- Saint-Sever : Sent Sever
- Tarbes : Tarba

### Littérature gasconne
La littérature béarnaise et gasconne est riche et marquée par la culture des troubadours. Les lettres béarnaises et gasconnes ont connu une Renaissance au XVIe siècle impulsée par un profond courant au sein de la culture occidentale à l'époque de la Réforme. Le linguiste et critique gascon Pierre Bec qualifie la période allant de 1550 à 1650 de Siècle d'or de la poésie gasconne.

### Chant polyphonique pyrénéen
La tradition du chant plurivocal est fortement ancrée en Gascogne, notamment en Béarn et Bigorre.

## Patrimoine

### Héraldique

Armes de la Gascogne.

Blason historique de la province de Gascogne, composé des armes des comtes d'Armagnac (lion rouge) et de Rodez (lion jaune).

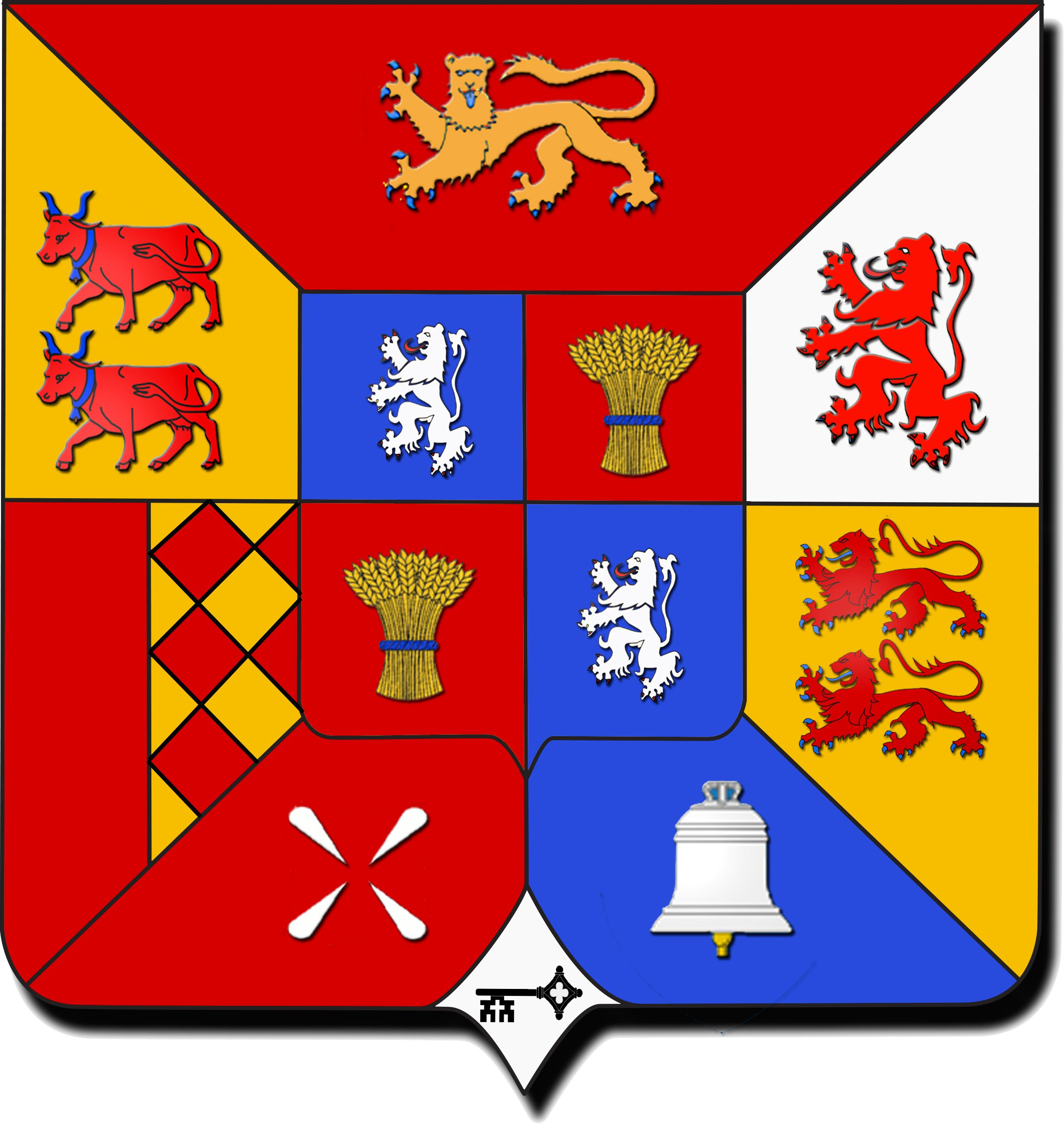
Armes synthétiques de la Gascogne créées par la communauté Gasconha.com.

Les armes de la province de Gascogne, ou Généralité d'Auch, se blasonnent :
écartelé d'azur au lion d'argent et de gueules à la gerbe de blé d'or liée d'azur.
Ce sont des armes modernes peut-être créées par le héraut d'armes de Louis XIV pour compléter son armorial, la province de Gascogne, disputée comme la Picardie entre plusieurs grandes maisons, n'ayant jamais eu d'armes propres. C'est en tout cas ce qui est avancé dans l'armorial "La France Héraldique" édité par les cafés Sanka dans les années 1930 pour leur campagne publicitaire. Cependant, selon l'historien Guilhem Pépin, "aucun document ne permet d’affirmer que [ce blason] ait existé avant le XXe siècle. Il a montré aussi que le lion rampant (dressé) devait être de gueules (rouge) sur champ d'argent (en somme, rouge sur blanc) (ci-après).
Ces armes correspondent à la circonscription française d’Ancien régime présentée ci-contre. Cette province de Gascogne ne comprenait ni le Béarn ni la Guyenne gasconne mais elle comprenait les provinces basques du Labourd et de la Soule. Elle correspond à l'ancienne Généralité d'Auch.Il faut noter que les couleurs primitives des quartiers aux lions étaient d'Armagnac : lion de gueules (rouge) sur champ d'argent. Le bleu est venu après.[réf. souhaitée]
Interprétations du blason
Le lion évoque celui des Armagnac, des Pardiac et des Mauléon qui portaient tous, ainsi que Bigorre, une brisure d'Aquitaine, la soumission de Bernard d'Armagnac au duc d'Aquitaine étant antérieure à l'introduction des blasons. En revanche Albret et Béarn portaient des armes bien distinctes. L'écartelé évoque une province frontalière. Toutefois, aucune source ne permettrait de certifier son existence avant le début du XXe siècle.
Les Gascons et la Guyenne anglaise
Lors des révoltes contre le pouvoir central, les Gascons criaient « Guienne ! Guienne ! » et brandissaient, par opposition à l'étendard de Saint Michel des rois de France, la bannière de Saint Georges. Empruntée en mai 1285 aux navires génois, qui transportaient les croisés, par le roi d'Angleterre Edouard lors de son triomphe célébrant sa victoire sur le roi gallois Léolin l'Ultime pour dénigrer la croix de Nuz réputée être du bois de la Vraie Croix et exposée à Westminster parmi les autres regalia du vaincu, c'était devenu l'emblème du ralliement à l'Angleterre, en particulier au « Princi Negue », depuis l'instauration en 1348 de l'Ordre de la Jarretière.
Le besoin de doter les Gascons en tant que peuple d'armoiries réunissant les pays majeurs de l'aire gasconne a déterminé la naissance d'armes synthétiques des Pays gascons.

Communes et départements actuels compris dans les limites de l'ancienne province de Gascogne.

### Drapeau
La Gascogne n'ayant plus d'unité institutionnelle depuis le XIe siècle, plusieurs versions cohabitent et sont employées sur le territoire.
Outre la version armoriée présentée plus haut, une version moderne est employée aussi. Elle est composée d'une pièce rouge ornée d'une croix de Saint-André (ou sautoir) blanche (voir ci-après).
On a proposé différents drapeaux pour représenter les Gascons (de tous les pays gascons) comme groupe de population. Ceux qui ont émergé (sans pression administrative ou autre, et maintenant grâce au Web) retiennent les couleurs blanc et rouge, statistiquement dominantes dans l'héraldique (et les hestes ou festivités) des pays gascons. Le drapeau rouge au sautoir (ou croix de Saint-André) blanc, lo(u) Sautèr, est considéré comme drapeau du peuple gascon. On place parfois au centre un emblème de pays (écu) ou de commune. L'origine n'en est pas connue.
De la même façon, le « Conservatoire du Patrimoine de Gascogne », aujourd'hui « Région Gascogne prospective », a déposé dans les années 2000 un drapeau rouge et blanc orné en son centre de la Dame de Brassempouy. Le triangle rouge représente le territoire gascon, la Dame de Brassempouy personnifie la population et les couleurs blanc et rouge évoquent l’héritage culturel. Ces repères concordent avec l’histoire d’une Gascogne qui s’explique, en plus de ses fondamentaux ethnosociétoculturels, par les millénaires antérieurs à la conquête romaine. En effet, la Dame de Brassempouy est de plus en plus revendiquée comme symbole de la Gascogne, à l'image du groupe « Boisson divine » : « Sur notre bannière nous voulons vous ériger... ».
À cet égard on avance parfois un texte du chroniqueur Roger de Hoveden qui rapporte que le pape (Clément III, de 1187 à 1191) remit des croix aux deux rois de France et d’Angleterre (Richard Ier Cœur de Lion, également duc d’Aquitaine et de Gascogne) lors de la conférence de Gisors en 1188 et que ces rois attribuèrent à leurs respectives nations des drapeaux où figurait la croix. Le texte ci-dessous (« The French flags » sur le site Internet Heraldica, dernière modification 22 avril 2010) est consacré à cet événement : The kings of France and England were in a peace conference in a field between Gisors and Trie, in January 1188, when the archbishop of Tyre arrived with the news of the conquest of Jerusalem by Saladdin, and an urgent plea for a new crusade. The event is told by the contemporary chronicler Roger de Hoveden (R. de Houedene, Chronica, éd. William Stubbs, vol. 2, London, 1869, p. 335). At this conference came the archbishop of Tyre, who […] moved their hearts to taking the cross. And those who were enemies before, by his predication and God’s help, became friends that day, and received the cross from his hand ; and in that moment the sign of the cross appeared above them in the sky. On seeing that miracle, many rushed in droves to take the cross. And said kings, when taking the cross, chose a visible sign for themselves and their people to identify their nation. The king of France and his people took red crosses ; the king of England with his people took white crosses ; and Philip count of Flanders with his people took green crosses ; and thus everyone returned home to provide for the needs of his journey. [… ad cognoscendam gentem suam signum evidens sibi et suis providerunt, … et sic unusquisque …]
La section de Hoveden s'arrête ici. Ce qui suit est un ajout de F. Velde : « It is often said that the system was extended to other regions or nations : Brittany’s cross was black, Lorraine green, Italy and Sweden yellow, Burgundy a red Saint Andrew’s, Gascony a white Saint Andrew’s. » On ne peut donc dire que le drapeau gascon au sautoir remonte « aux croisades » ou « au Moyen Âge ». Du moins était-il connu à la date de rédaction de l'article du site Internet (les renseignements de F. Velde sur les autres drapeaux, non mentionnés par Hoveden, sont exacts). Comme saint André est le patron de Bordeaux, ce pourrait être aussi un indice d'origine.
De gueules, au sautoir d'argent étaient par ailleurs les armes de Geoffrey de Neville (en), second sénéchal de Gascogne au XIIIe siècle.

Dans le tome 14 de La Grande Encyclopédie, publiée en France de 1886 à 1902 par Henri Lamirault, on peut lire que : 

« aux temps difficiles de la guerre de Cent ans et des luttes terribles entre les Armagnacs représentant le parti national (croix blanche) et les Bourguignons alliés des Anglais (croix rouge et croix rouge de Saint-André), le drapeau des Anglais victorieux finit par réunir, en 1422, sous Henri VI, sur son champ les croix blanche et rouge de France et d'Angleterre, les croix de Saint-André, blanche et rouge de Guyenne et de Bourgogne. »

Ce drapeau au sautoir a donc pu reprendre des traditions anciennes. Même s'il ne remonte qu'à la fin du XIXe siècle ou au début du XXe, il respecte les règles de la vexillologie (simplicité, lisibilité à distance), et plaît assez (pour la culture populaire, ce sont les couleurs et le motif protecteur des talenquères). La question est largement traitée sur Gasconha.com.

#### L'Esquarterat

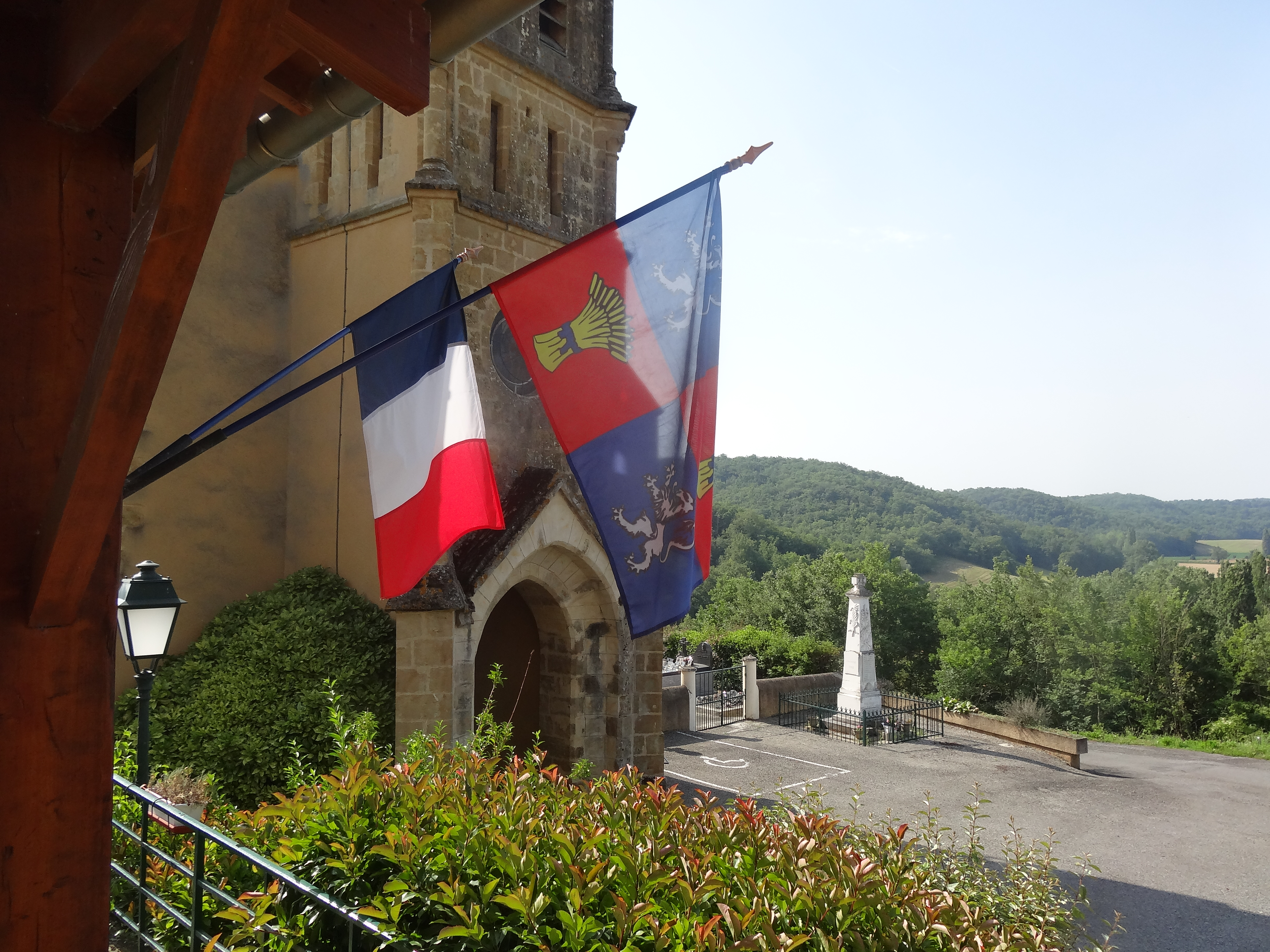
L'Esquarterat à côté du drapeau de la France devant la mairie de Saint-Arroman dans le Gers.

Un autre drapeau de la Gascogne est aussi utilisé pour les pays impliqués : l'Esquarterat ou écartelé en français. Ce drapeau correspond aux armes de l'ancienne province de Gascogne (ou Généralité d'Auch) mises en bannière, c'est-à-dire que le blason de la Gascogne a été étendu sur toute l'étoffe du drapeau.
Les lions d'argent armés et lampassés font échos aux nombreux lions sur les armoiries des pays de Gascogne. Les gerbes à neuf épis de blé rappelle les neuf peuples de la Novempopulanie, la genèse de la Gascogne.

### Gascons illustres
- Le Gascon le plus connu à travers le monde n'est autre que le célèbre d'Artagnan, de son vrai nom Charles de Batz Castelmore, comte d'Artagnan
- les cadets de Gascogne, militaires gascons sous l'Ancien Régime, souvent des gentilshommes pauvres, souvent des puînés
- Jean de Valette, grand maître de l'ordre des Hospitaliers de Saint-Jean de Jérusalem
- Arnault Guilhem, seigneur de Barbazan
- Jean Poton de Xaintrailles
- le pape Clément V
- Étienne de Vignolles dit La Hire, maréchal de France
- Savinien de Cyrano, dit de Bergerac, militaire, puis écrivain, Parisien. Il n'est lié à la Gascogne que par son passage dans une compagnie où les Gascons étaient très nombreux. Il inspire à Edmond Rostand son Cyrano, qui est de Bergerac et qui sert dans la « compagnie des Cadets de Gascogne ».
- Armand Fallières, homme politique, président de la République française 1906 - 1913
- Bertrand Barère, révolutionnaire
- Frédéric Bastiat, économiste
- Piers de Gabaston, chevalier au service de la couronne d'Angleterre
- Jean-Baptiste Bernadotte, maréchal d'empire
- Dominique de Gourgues, noble
- Gaston Fébus, personnage historique
- Gaston IV de Béarn, dit le Croisé (vicomte de Béarn, chef croisé lors de la première croisade.)
- Jean de Tréville, capitaine des Gardes sous Louis XIII
- Jean de Gassion, maréchal de France
- Joseph de Goislard de Monsabert, général français de la seconde guerre mondiale
- Ferdinand Foch, maréchal de France
- Théophile Gautier, poète
- Francis Jammes, poète
- Louis Thomas Villaret de Joyeuse, amiral
- Jean Maximilien Lamarque, officier général d'empire
- Jean Lannes, maréchal d'empire
- Blaise de Monluc, soldat et écrivain
- Bernadette Soubirous, sainte chrétienne
- Jules Supervielle, poète
- Vincent de Paul, saint chrétien
- Louis Barthou, homme politique
- Jean de Grailly, Captal de Buch (officier gascon au service de l'Angleterre)
- Jean Ier d'Armagnac, seigneur pro-français de la guerre de Cent Ans
- Charles d'Albret, connétable de France
- Jean Laborde, aventurier industriel

Gascons illustres
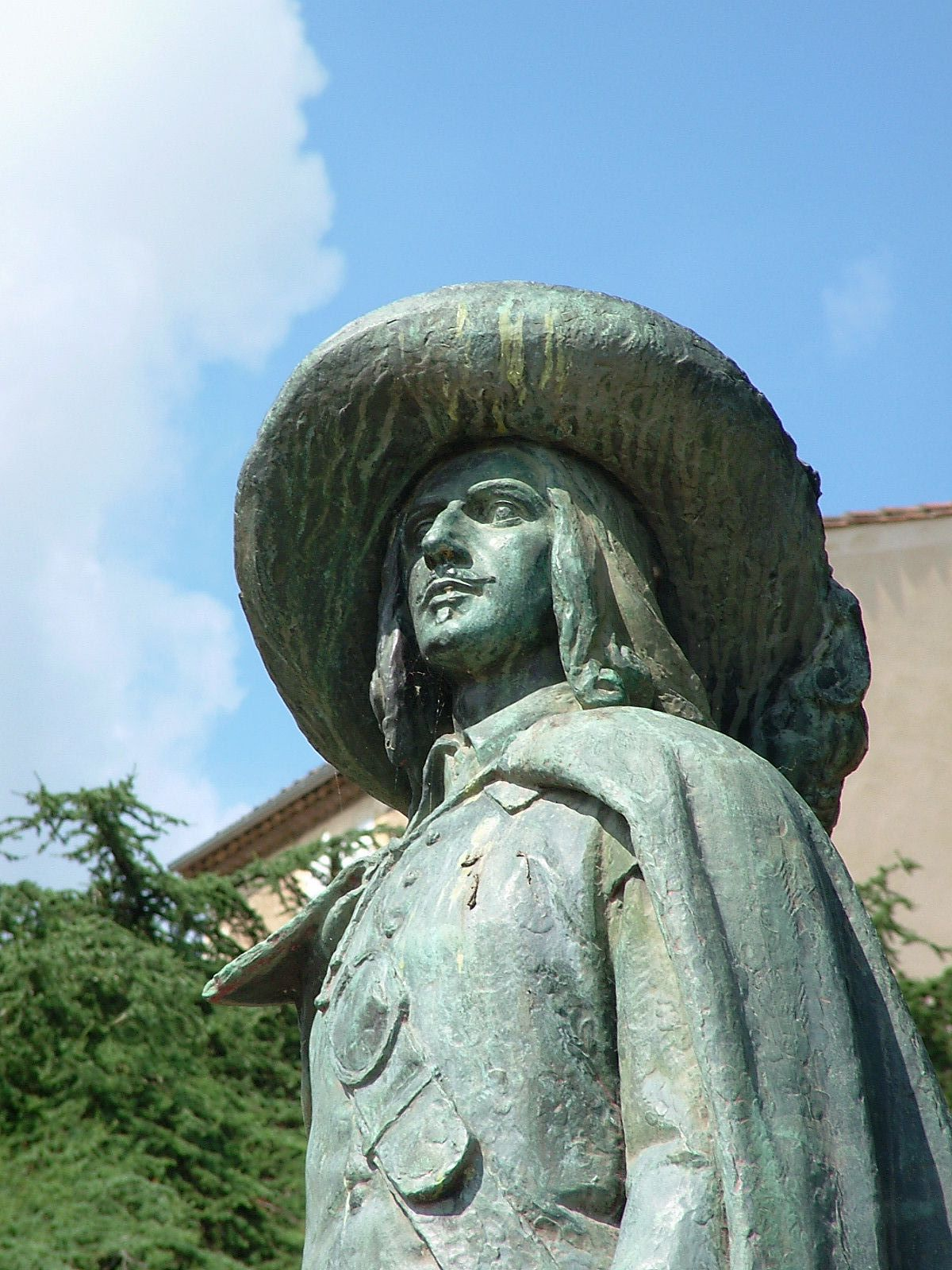
Charles de Batz-Castelmore d'Artagnan, de Lupiac.
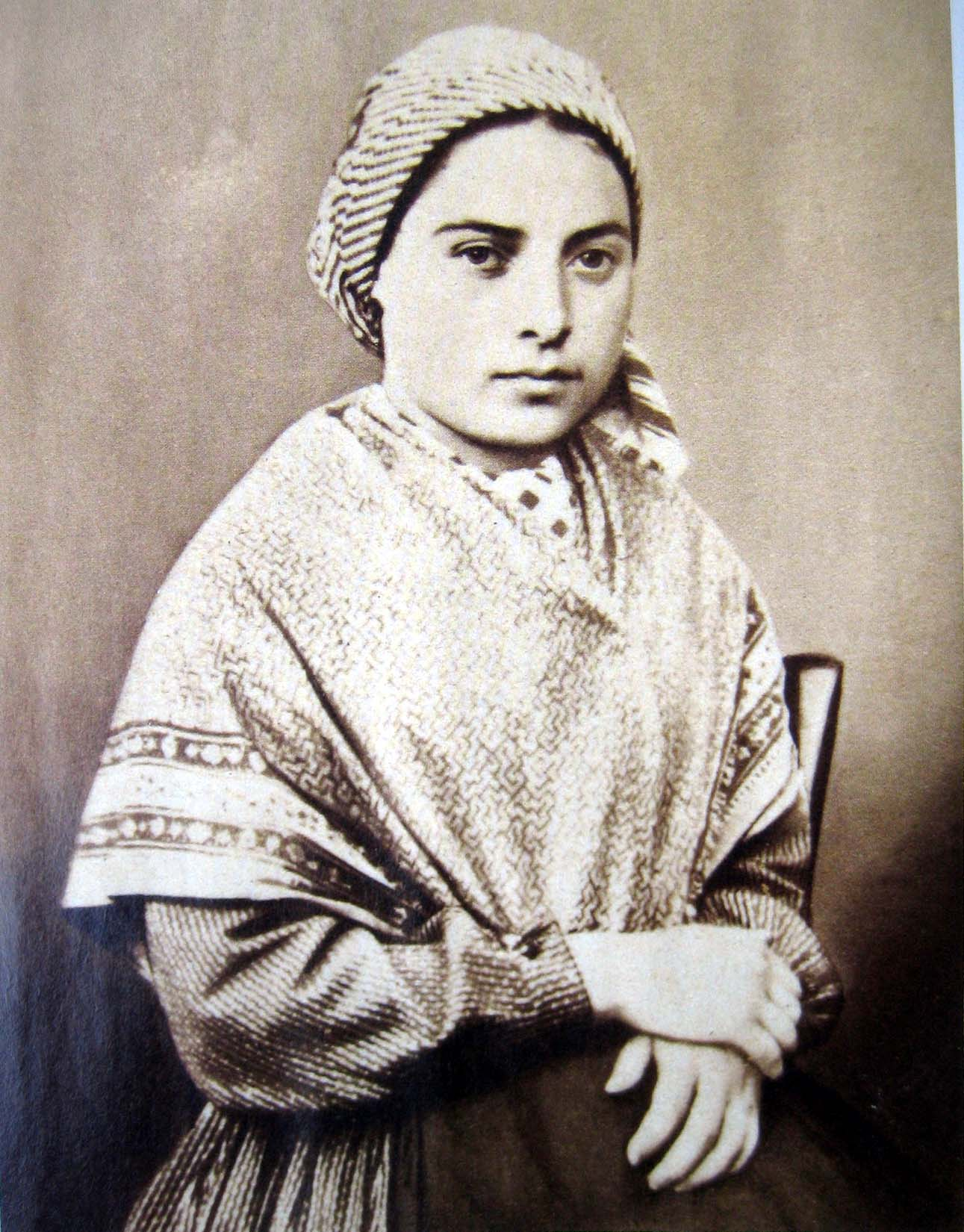
Bernadette Soubirous, de Lourdes.
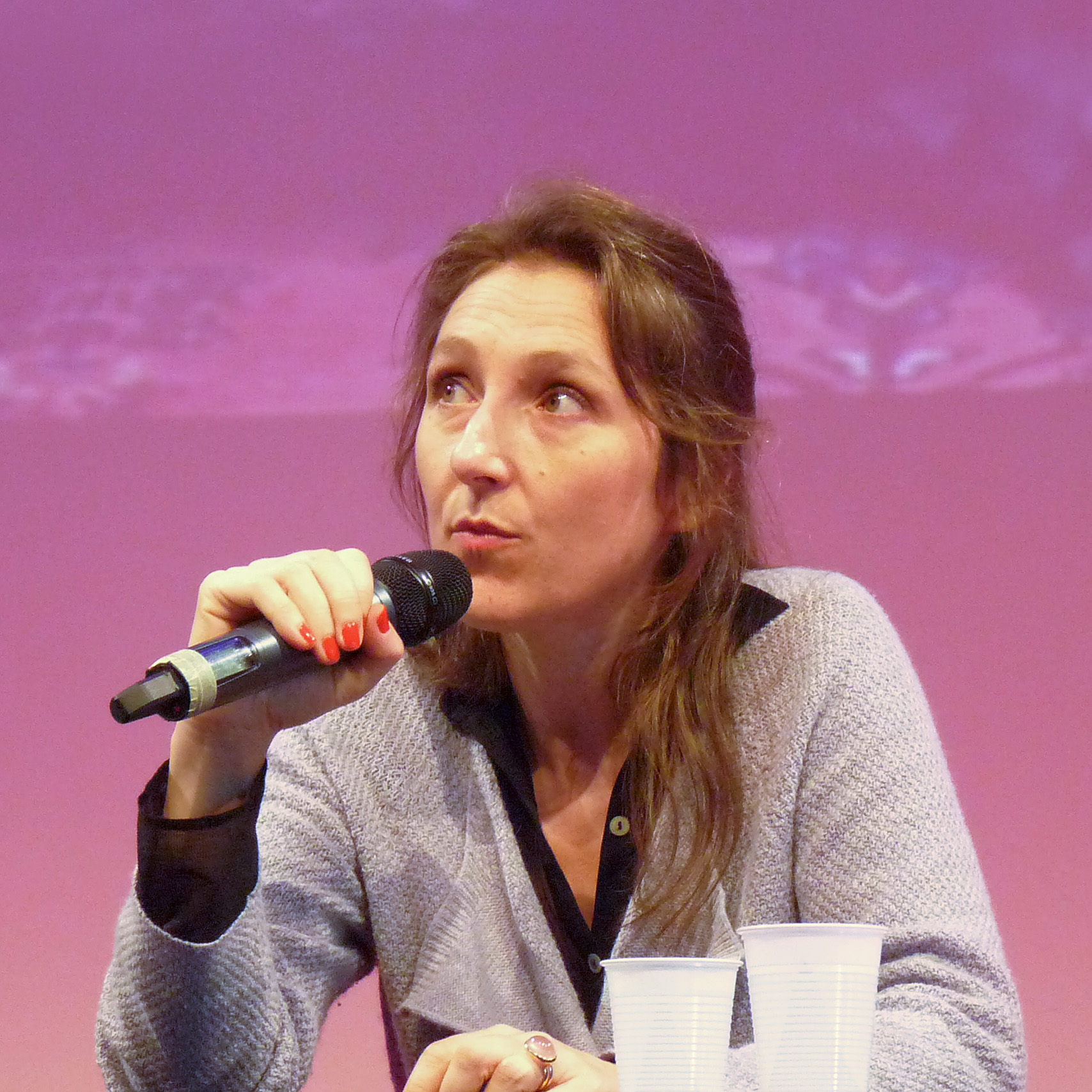
Marie Darrieussecq, de Bayonne.
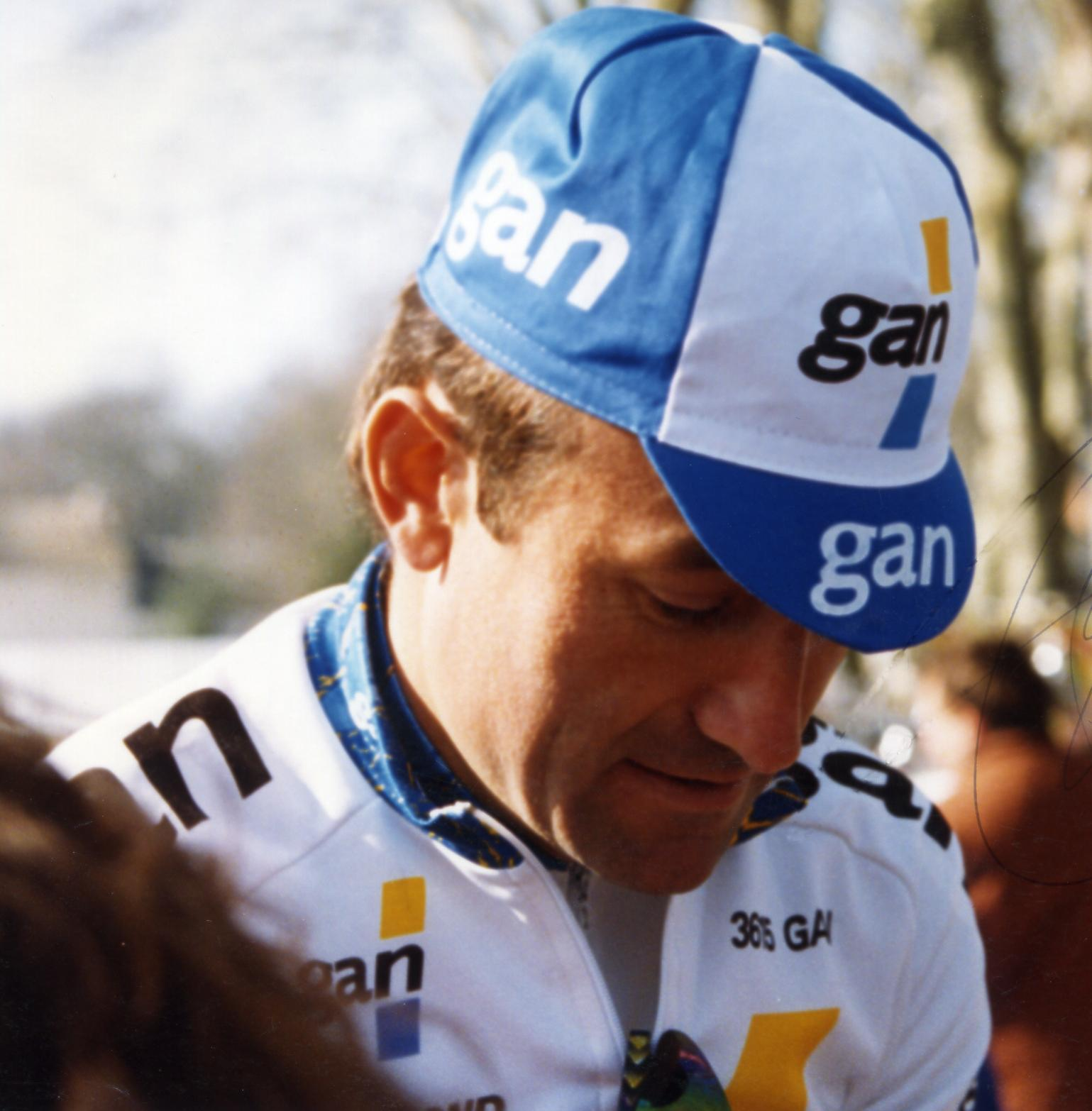
Gilbert Duclos-Lassalle, de Lembeye.
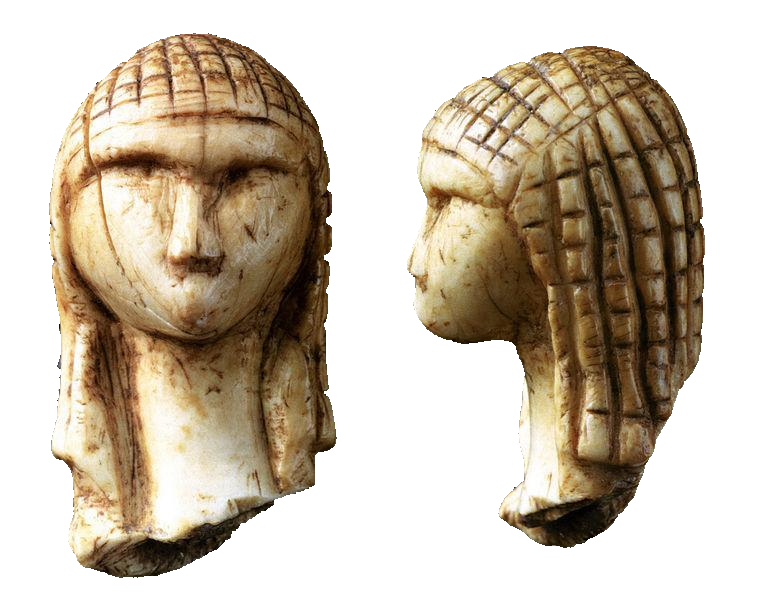
La dame à la capuche, de Brassempouy.